# Китайская Республика (Тайвань)
Кита́йская Респу́блика, в международном контексте именует себя либо Кита́йская Респу́блика (Тайва́нь) либо просто Тайва́нь (по названию острова, составляющего бо́льшую часть контролируемой республикой территории) — частично признанное государство в Восточной Азии, ранее имевшее однопартийную систему, широкое дипломатическое признание и контроль над всем Китаем. Являлась одним из основателей ООН и постоянным членом её Совета Безопасности (до 1971 года).
Столица — Тайбэй (как временная столица при заявленной в городе Нанкин). Официальный язык — севернокитайский («гоюй»), но бо́льшая часть населения также говорит на языке хокло; в стране ограниченно используются языки аборигенов Тайваня.
После поражения правившего в стране Гоминьдана от Коммунистической партии в гражданской войне 1945—1950 годов под управлением Китайской Республики остались только Тайвань и ряд малых островов. Она стала постепенно терять международное признание, а в 1971 году её место в ООН было передано Китайской Народной Республике. Тайвань поддерживает официальные дипломатические отношения с 11 государствами — членами ООН, но фактические связи — с большинством стран мира через свои представительства.
В результате серии политических реформ, проведённых президентом Ли Дэнхуэем в конце 1980-х — первой половине 1990-х годов, превратилась в демократическое государство. Эти перемены начались со студенческих протестов в марте 1990 года под названием «Дикие лилии».
Национальный праздник Китайской Республики отмечается 10 октября.

## История
Китайская республика (1912—1949)
Китайская Республика была основана в 1912 году и управлялась партией Гоминьдан как однопартийное государство. Она контролировала значительную часть материкового Китая и Монголию (последнюю не ранее чем с 1917 и до 3 февраля 1921 года). После окончания Второй мировой войны под контроль Китайской Республики перешла принадлежавшая с 1895 года Японии группа островов Тайвань и Пэнху.
Китайская Республика (Тайвань)
В 1950 году после поражения в гражданской войне администрация Гоминьдана эвакуировалась на Тайвань и учредила в качестве временной столицы город Тайбэй. Под контролем Китайской Республики остаются острова Тайвань, Пэнху, Цзиньмэнь, Мацзу и другие небольшие острова, в том числе в Южно-Китайском море. Несмотря на фактическую юрисдикцию только над этой территорией, до 1970-х годов Китайская Республика признавалась большинством государств и международных организаций как законная власть всего Китая; так, до 1971 года её представитель занимал кресло Китая в ООН, в т ч в СБ ООН.
Конституционно Китайская Республика не отказывалась от своих прав на материковый Китай, хотя в последнее время заявляет о них не очень активно, и не провозглашала своей независимости от него. Политические партии Китайской Республики часто имеют радикально различающиеся взгляды относительно её независимости. Два бывших президента Ли Дэнхуэй и Чэнь Шуйбянь придерживались точки зрения существования суверенного и независимого государства, отделённого от материкового Китая, и поэтому не видели необходимости формально заявлять о своей независимости и суверенитете.
Китайская Республика — демократия с полупрезидентской системой и всеобщим избирательным правом. Будучи одним из «четырёх азиатских тигров», Китайская Республика имеет 19-ю по величине экономику мира. Её технологическая индустрия играет важную роль в мировой экономике. Уровень жизни является очень высоким, согласно данным МВФ на 2019—2020 гг., страна по ВВП на душу населения значительно превосходит КНР.

## География

Классификация климата Тайваня по Кёппену

Территория, контролируемая Китайской Республикой, занимает 36 197 км² и включает в себя 168 островов, включая Тайвань, архипелаг Пэнху, Цзиньмынь и архипелаг Мацзу, а также ряд более мелких островов: Уцю, Тайпин и Пратас.
Тайвань — крупнейший из цепочки островов, находящихся на границе Азиатского континентального шельфа и расположенных между Японией и Филиппинами. Остров достигает 394 км в длину и 144 км в своей самой широкой части. Его береговая линия имеет довольно сглаженные контуры и тянется на 1566 км (включая острова архипелага Пэнху). От восточного побережья материкового Китая остров отделён Тайваньским проливом шириной от 130 до 220 км и находится примерно на равном расстоянии от Шанхая и Гонконга. Часть островов Китайской Республики (Цзиньмэнь и Мацзу) находится в непосредственной близости от материка.
| Площадь земли (км²) | Площадь земли (км²) | Площадь земли (км²) | Площадь земли (км²) | Площадь земли (км²) | Площадь земли (км²) | Площадь земли (км²) |
| 1979                | 1986                | 1996                | 1998                | 2000                | 2004                | 2009                |
| ------------------- | ------------------- | ------------------- | ------------------- | ------------------- | ------------------- | ------------------- |
| 36 181,8718         | 36 188,0354         | 36 189,5050         | 36 191,4667         | 36 192,8155         | 36 197,0669         | 36 197,0669         |

## Административное деление
Территория Китайской Республики делится на две провинции и шесть городов центрального подчинения. Провинции, в свою очередь, делятся на уезды и города провинциального подчинения.

### Города центрального подчинения
Китайское название кит. трад. 直轄市, пиньинь zhíxiáshì.
| Название           | Иероглифы      | Севернокитайский (пиньинь) | Тайваньский хокло (пэвэдзи) | Английский      |
| ------------------ | -------------- | -------------------------- | --------------------------- | --------------- |
| Город Гаосюн       | 高雄市         | Gāoxióng-shì               | Ko-hiông-chhī               | Kaohsiung City  |
| Город Новый Тайбэй | 新北市         | Xīnběi-shì                 | Sin-pak-chhī                | New Taipei City |
| Город Тайбэй       | 臺北市，台北市 | Táiběi-shì                 | Tâi-pak-chhī                | Taipei City     |
| Город Тайнань      | 臺南市，台南市 | Táinán-shì                 | Tâi-lâm-chhī                | Tainan City     |
| Город Тайчжун      | 臺中市，台中市 | Táizhōng-shì               | Tâi-tiong-chhī              | Taichung City   |
| Город Таоюань      | 桃園市         | Táoyuán-shì                | Thô-hn̂g-chhī                | Taoyuan City    |

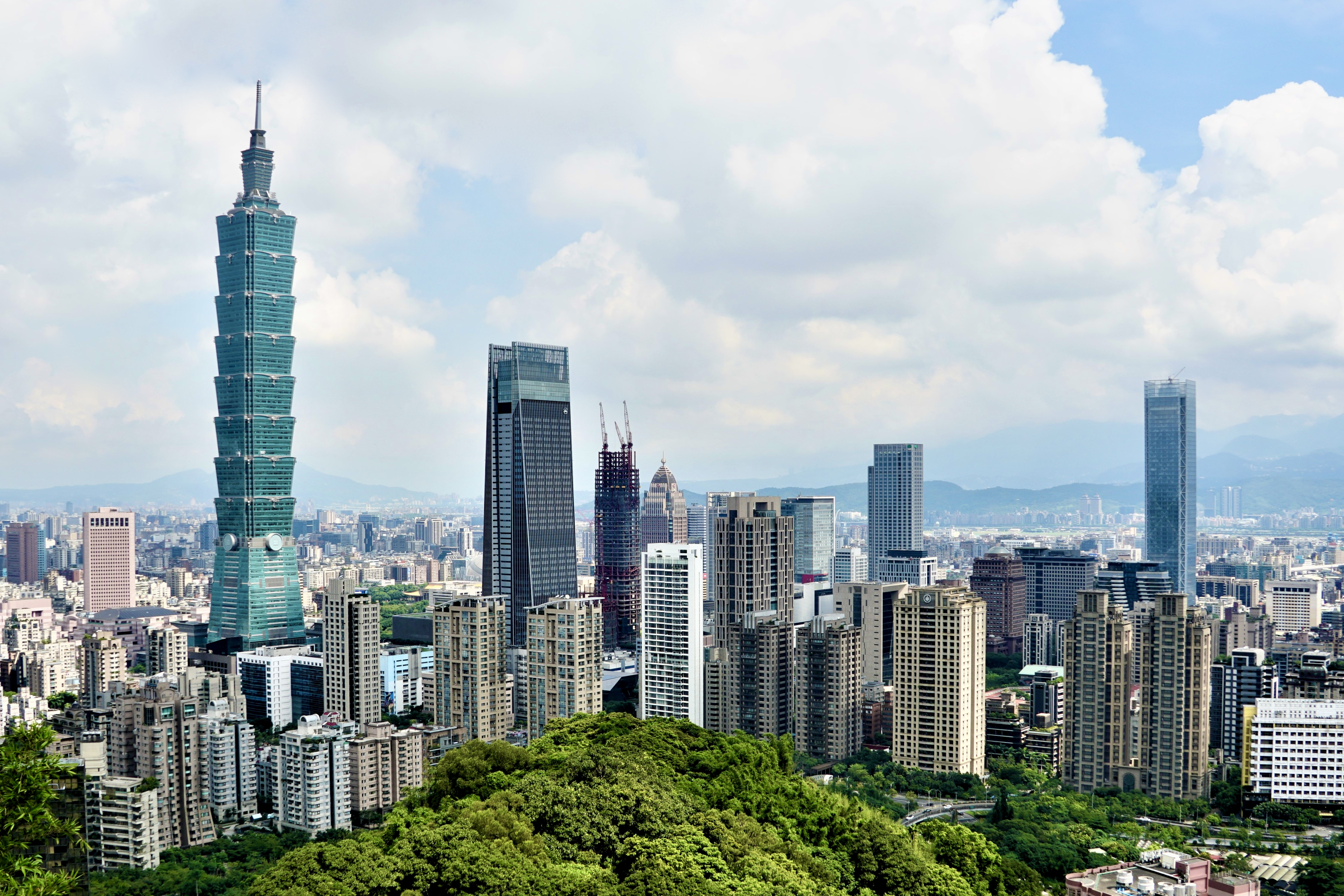
Тайбэй
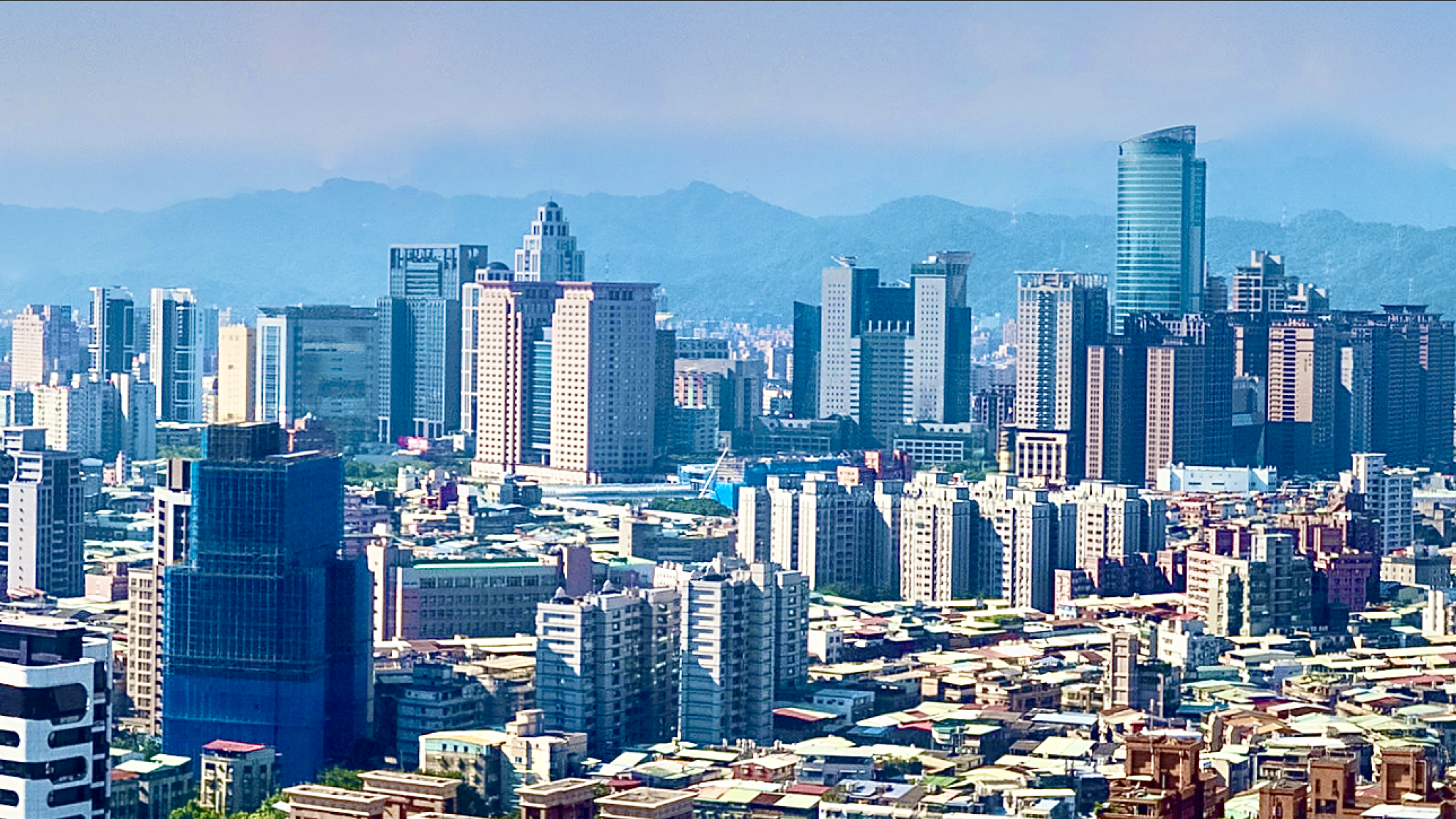
Новый Тайбэй
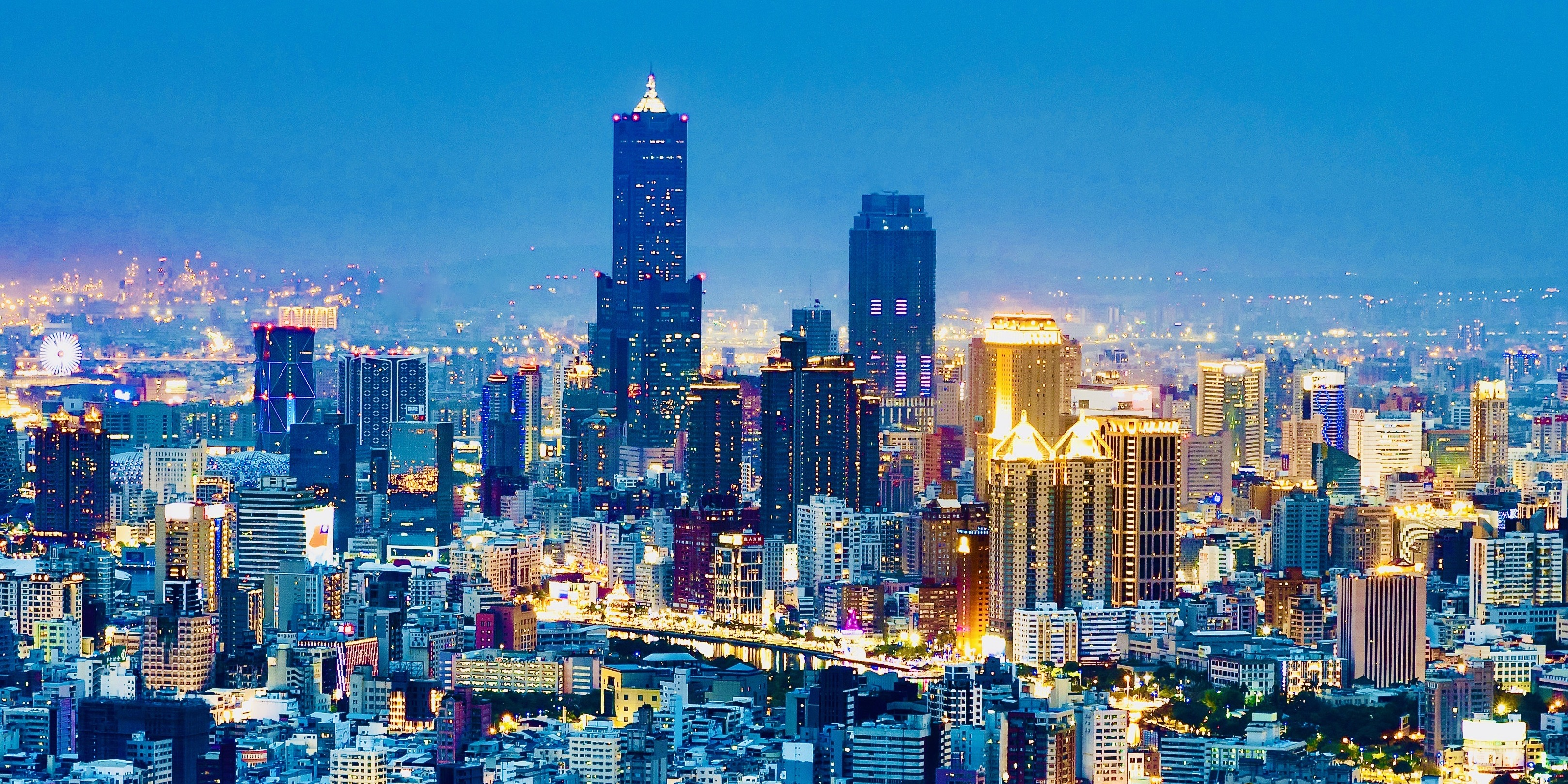
Гаосюн
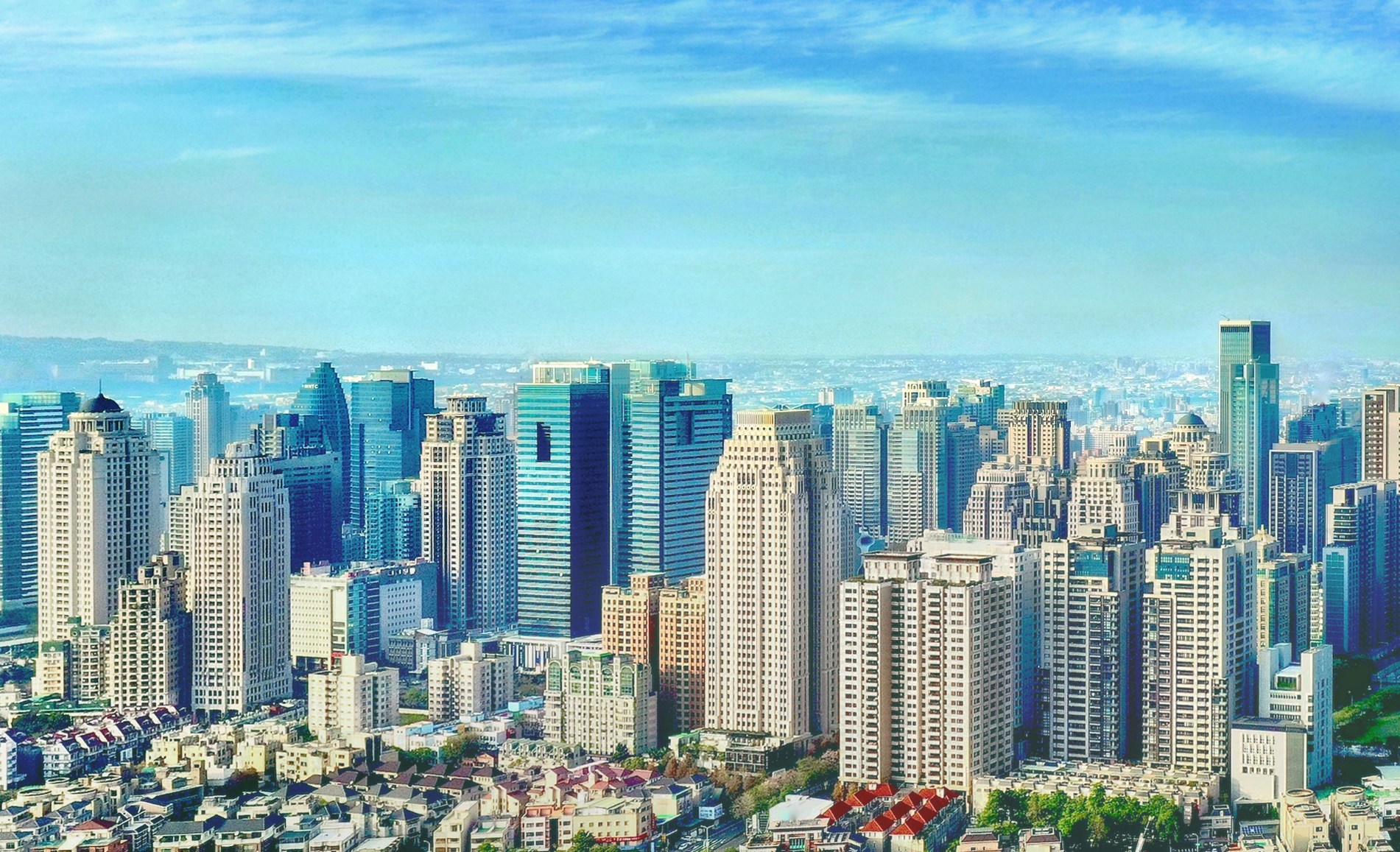
Тайчжун
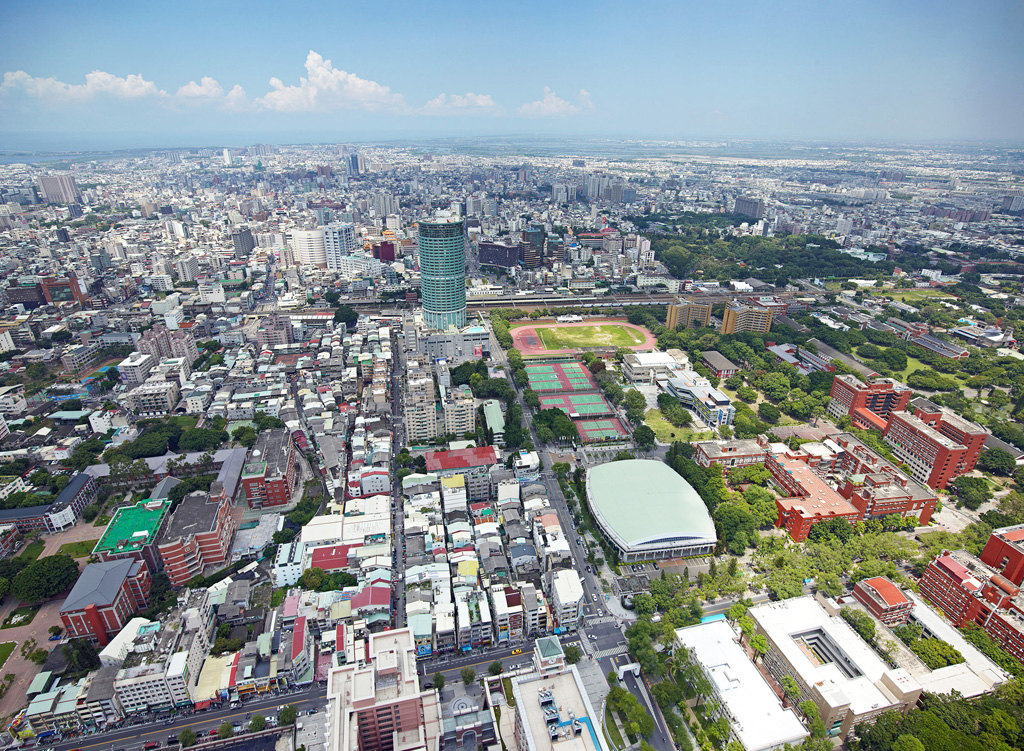
Тайнань
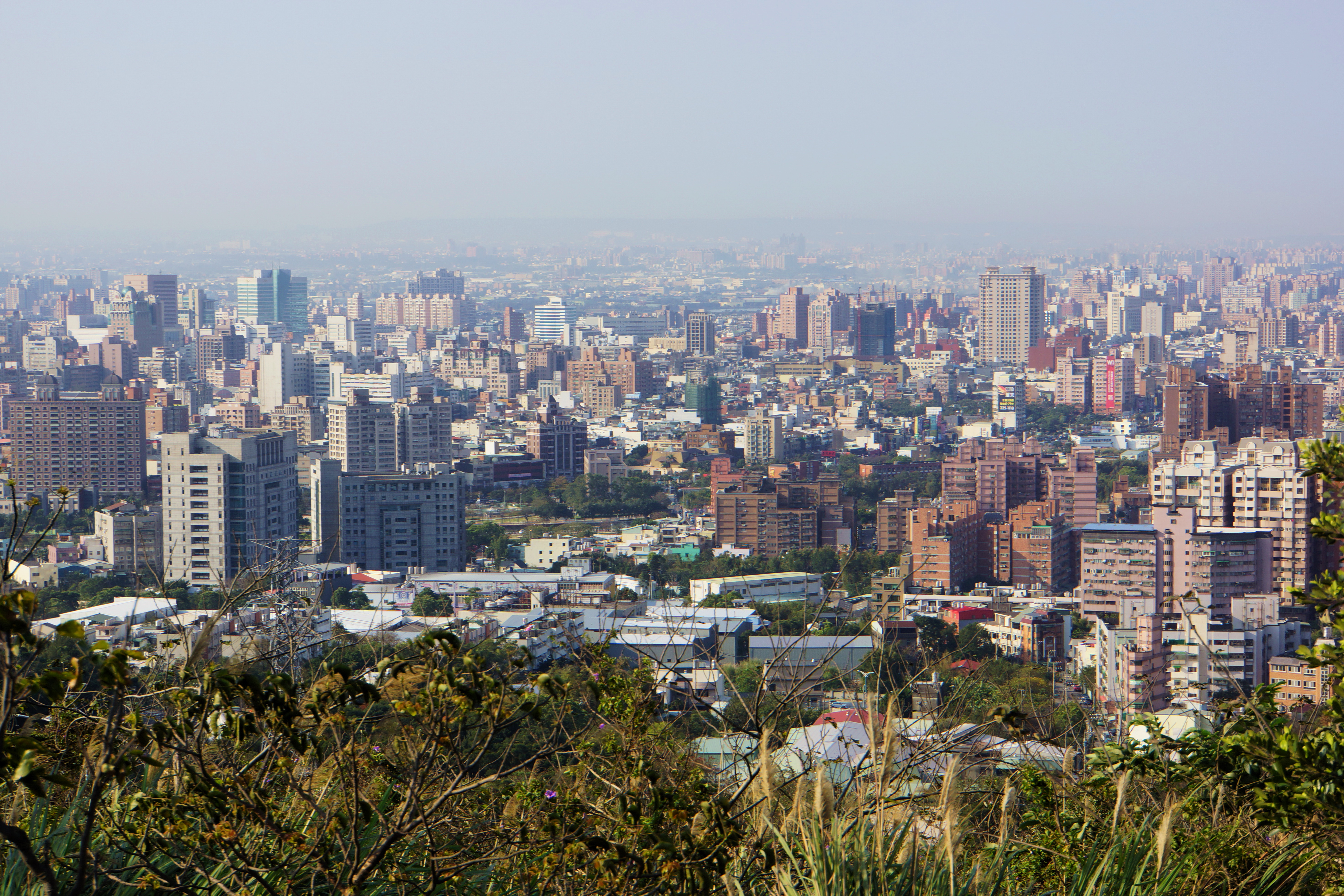
Таоюань

### Города провинциального подчинения

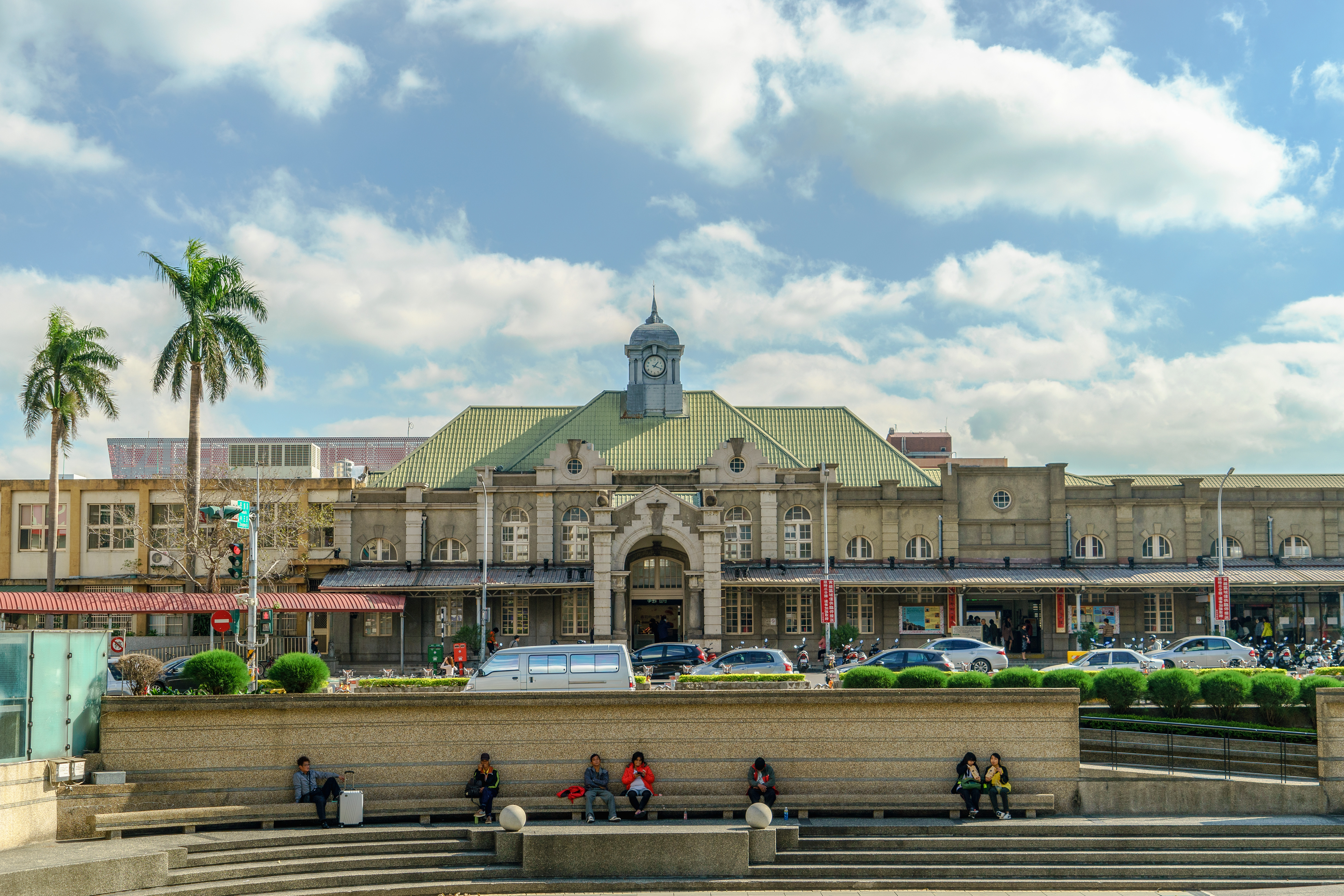
Синьчжу

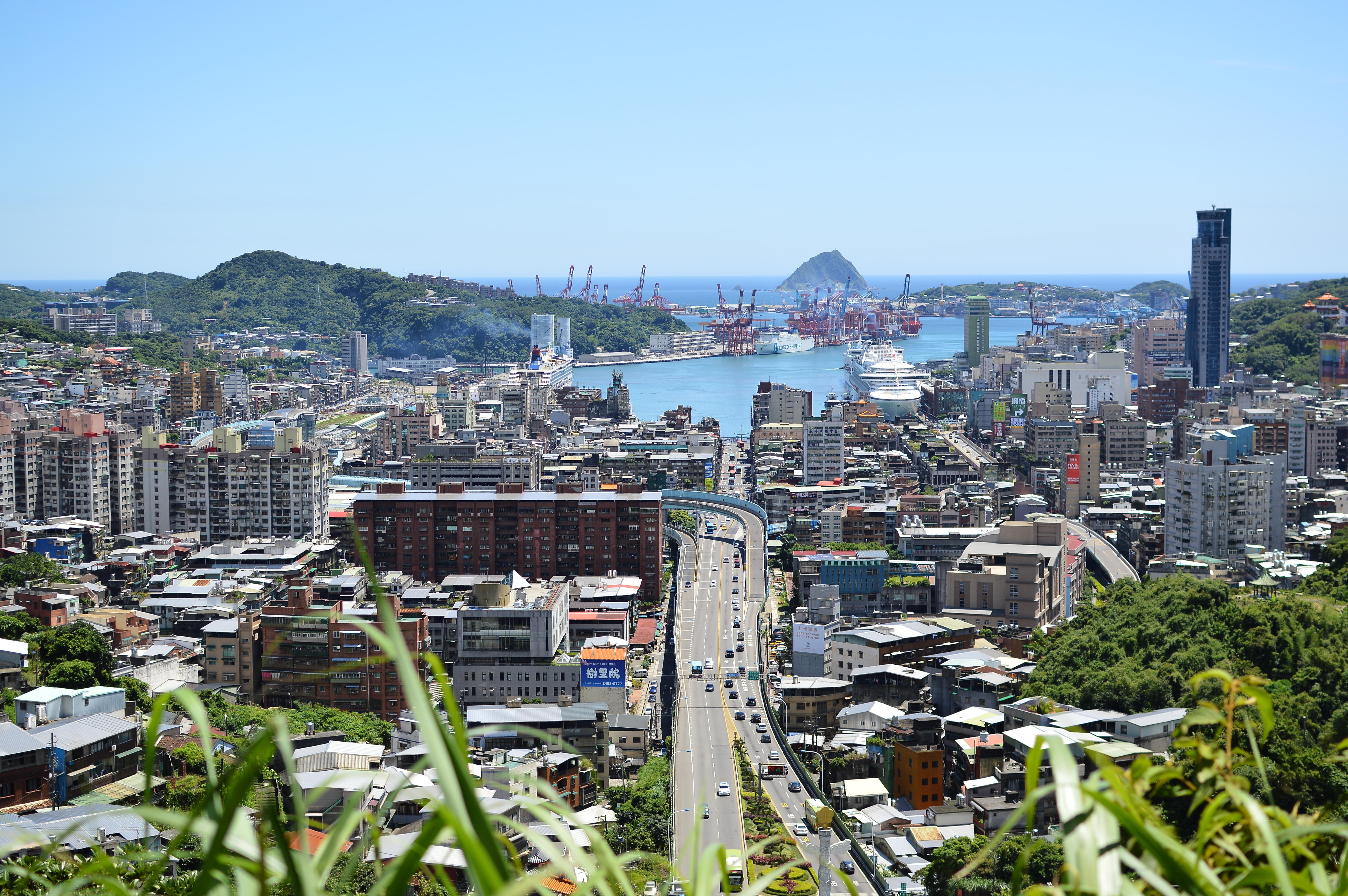
Цзилун

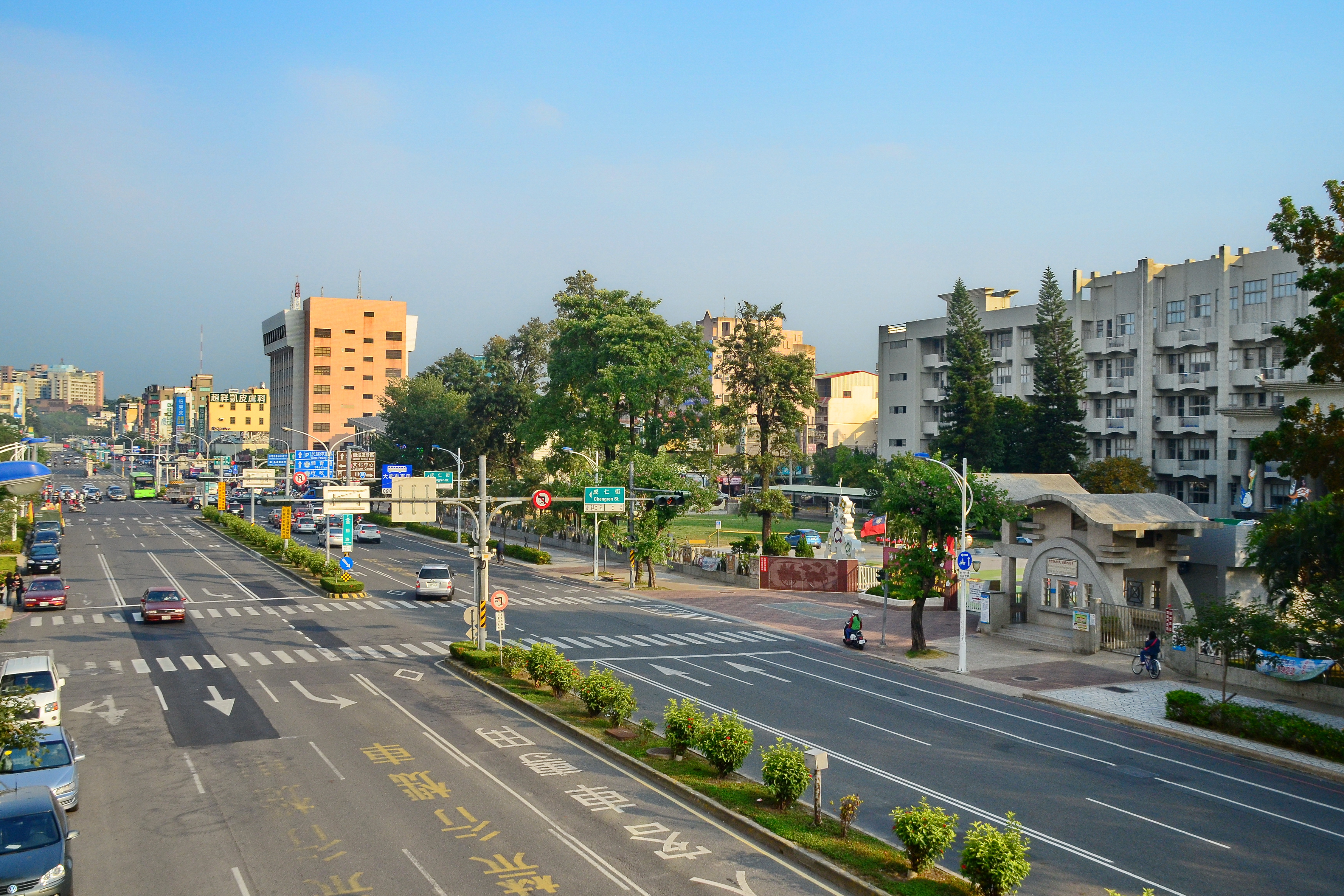
Цзяи

Китайское название кит. трад. 市, пиньинь shì.
- В провинции Тайвань (臺灣省，台灣省):

| Название      | Иероглифы | Севернокитайский (пиньинь) | Тайваньский хокло (пэвэдзи) | Английский   |
| ------------- | --------- | -------------------------- | --------------------------- | ------------ |
| Город Синьчжу | 新竹市    | Xīnzhú-shì                 | Sin-tek-chhī                | Hsinchu City |
| Город Цзилун  | 基隆市    | Jīlóng-shì                 | Ke-lâng-chhī                | Keelung City |
| Город Цзяи    | 嘉義市    | Jiāyì-shì                  | Ka-gī-chhī                  | Chiayi City  |

### Уезды
Китайское название кит. трад. 縣, пиньинь xiàn.
| Название       | Иероглифы      | Севернокитайский (пиньинь) | Тайваньский хокло (пэвэдзи) | Английский        | Столица  | Столица | Провинция | Административное деление Китайской Республики |
| -------------- | -------------- | -------------------------- | --------------------------- | ----------------- | -------- | ------- | --------- | --------------------------------------------- |
| Уезд Илань     | 宜蘭縣         | Yílán-xiàn                 | Gî-lân-koān                 | Yilan County      | Илань    | 宜蘭    | Тайвань   | Административное деление Китайской Республики |
| Уезд Мяоли     | 苗栗縣         | Miáolì-xiàn                | Biâu-le̍k-koān               | Miaoli County     | Мяоли    | 苗栗    | Тайвань   | Административное деление Китайской Республики |
| Уезд Наньтоу   | 南投縣         | Nántóu-xiàn                | Lâm-tâu-koān                | Nantou County     | Наньтоу  | 南投    | Тайвань   | Административное деление Китайской Республики |
| Уезд Пиндун    | 屏東縣         | Píngdōng-xiàn              | Pîn-tong-koān               | Pingtung County   | Пиндун   | 屏東    | Тайвань   | Административное деление Китайской Республики |
| Уезд Пэнху     | 澎湖縣         | Pénghú-xiàn                | Phîⁿ-ô͘-koān                 | Penghu County     | Магун    | 馬公    | Тайвань   | Административное деление Китайской Республики |
| Уезд Синьчжу   | 新竹縣         | Xīnzhú-xiàn                | Sin-tek-koān                | Hsinchu County    | Чжубэй   | 竹北    | Тайвань   | Административное деление Китайской Республики |
| Уезд Тайдун    | 臺東縣，台東縣 | Táidōng-xiàn               | Tâi-tang-koān               | Taitung County    | Тайдун   | 臺東    | Тайвань   | Административное деление Китайской Республики |
| Уезд Хуалянь   | 花蓮縣         | Huālián-xiàn               | Hoa-liân-koān               | Hualien County    | Хуалянь  | 花蓮    | Тайвань   | Административное деление Китайской Республики |
| Уезд Цзяи      | 嘉義縣         | Jiāyì-xiàn                 | Ka-gī-koān                  | Chiayi County     | Тайбао   | 太保    | Тайвань   | Административное деление Китайской Республики |
| Уезд Чжанхуа   | 彰化縣         | Zhānghuà-xiàn              | Chiong-hòa-koān             | Changhua County   | Чжанхуа  | 彰化    | Тайвань   | Административное деление Китайской Республики |
| Уезд Юньлинь   | 雲林縣         | Yúnlín-xiàn                | Hûn-lîm-koān                | Yunlin County     | Доулю    | 斗六    | Тайвань   | Административное деление Китайской Республики |
| Уезд Ляньцзян  | 連江縣         | Liánjiāng-xiàn             | Liân-kang-koān              | Lienchiang County | Наньгань | 南竿    | Фуцзянь   | Административное деление Китайской Республики |
| Уезд Цзиньмынь | 金門縣         | Jīnmén-xiàn                | Kim-mn̂g-koān                | Kinmen County     | Цзиньчэн | 金城    | Фуцзянь   | Административное деление Китайской Республики |

## Население

Возрастно-половая пирамида населения Китайской Республики на 2023 год

### Численность и размещение

Карта плотности населения на Тайване

Население Тайваня на декабрь 2023 года оценивалось в 23 420 442 чел. Так как площадь Китайской Республики составляет 36 197 км², то плотность населения равна 647 человек на квадратный км. Это 10-е место в мире по плотности населения и второе в Азии (после Бангладеш), если не учитывать микространы.
Почти всё население Китайской Республики проживает в городах. Основное население Китайской Республики сосредоточено на равнинном западном побережье острова Тайвань и проживает в мегалополисе (перетекающих одна в другую городских агломерациях), от Синбэя на севере до Гаосюна на юге. По состоянию на 2019 год на севере острова Тайвань в столичной агломерации Большой Тайбэй проживала треть всего населения Китайской Республики. Убыль населения в 2021 году составила 1,3 %.
Наиболее крупные из городских агломераций, в которых проживает бо́льшая часть населения, следующие: Новый Тайбэй (6 607 115 человек), Гаосюн (2 752 008), Тайчжун — Чжанхуа (2 161 327), Таоюань (1 814 437), Тайнань (1 237 886), Синьчжу (671 464), Цзяи (373 417). Все они находятся на западном побережье острова Тайвань. Крупнейшие города (по состоянию на 2009 год): Тайбэй (2 620 273), Гаосюн (1 526 128), Тайчжун (1 067 366), Тайнань (768 891), Синьчжу (396 983), Цзилун (390 299), Цзяи (272 718).

### Этнический состав и языки

Наиболее часто используемые домашние языки у жителей в возрасте 6 лет и старше на Тайване, в Пэнху, Цзиньмэне и Мацзу и разница в пропорции между этим и вторым, наиболее часто используемым языком в 2010 году.
севернокитайский
тайваньский (хокло)
хакка
австронезийские языки

Большинство тайваньцев (более 70 %) является этническими хокло (потомками выходцев из провинции Фуцзянь); 15—20 % относятся к хакка (из Гуандуна и окраин Фуцзяни); более 10 % происходят из материковых китайцев («вайшэнжэней»), переселившихся на Тайвань в 1945—49 годах. Эти три группы населения причисляются к ханьцам и отличаются от коренных народов Тайваня, составляющих 2,5 % населения; крупнейшие из них — амис (около 200 тыс. человек), пайвань (около 100 тыс.), атаял (87 тыс.) и бунун (57 тыс.).
Официальный язык Китайской Республики — севернокитайский («гоюй»), но бо́льшая часть населения также говорит на языке хокло (известном здесь как «тайваньский», для записи которого существует система романизации пэвэдзи), меньшинство владеет хакка и тайваньскими языками австронезийской языковой семьи. На островах Мацзу распространён восточноминьский язык. При записи китайских языков (неавстронезийских) на Тайване используются традиционные китайские иероглифы; при записи аборигенных (австронезийских) языков используются алфавиты на основе латиницы.
В 2017 году парламент принял закон о языках коренных народов, а в декабре 2018 года был принят законопроект о поддержке национальных языков, провозглашающий равенство всех языков, на которых говорят в республике. К ним были отнесены хокло, хакка, восточноминьский и 16 языков коренных народов острова. Было введено ограниченное преподавание национальных языков в школах. Законопроект также предусматривает поддержку печатной продукции, кинофильмов и телепередач на языках Китайской Республики.
По состоянию на декабрь 2023 года в Китайской Республике проживало 851 932 иммигранта, что составляло около 3,64 % населения страны. Большинство мигрантов является выходцами из Индонезии, Вьетнама и Филиппин.

### Религия
На Тайване зарегистрировано 27 религиозных конфессий, включая основные направления мировых религий и новые религиозные движения. Существенная часть религиозной жизни на Тайване связана с китайской народной религией. Религиозные традиции аборигенного австронезийского населения Тайваня потеряли прежнюю значимость, в послевоенный период аборигены массово обратились в разные деноминации христианства.
Наибольшее число последователей насчитывает религиозные традиции, берущие начало в материковом Китае. Это разные школы буддизма, даосизм и другие верования, характерными чертами которых, особенно на повседневном уровне, являются политеистичность и синкретичность, высокая степень конвергенции друг с другом. Поклонение предкам также широко практикуется на Тайване вне зависимости от религиозной принадлежности. Монотеистические религии, в первую очередь христианство, исповедует относительно небольшая часть населения Тайваня; некоторое число последователей есть у ислама.
18 % населения не религиозны, из верующих 94 % являются последователями традиционных для китайской культуры религий, в том числе буддизма, даосизма и конфуцианства, менее 4,5 % — христианства или ислама.
Можно выделить основные черты, характеризующие религиозную ситуацию на Тайване:
- высокая степень религиозной толерантности;
- синкретическая религиозность большинства верующих;
- обилие религиозных символов и практик, используемых в повседневной жизни[23].

### ЛГБТ и однополые браки
В 2017 году Китайская Республика легализовала однополые браки и, таким образом, стала первым государством в Азии, разрешившим регистрировать однополые браки.

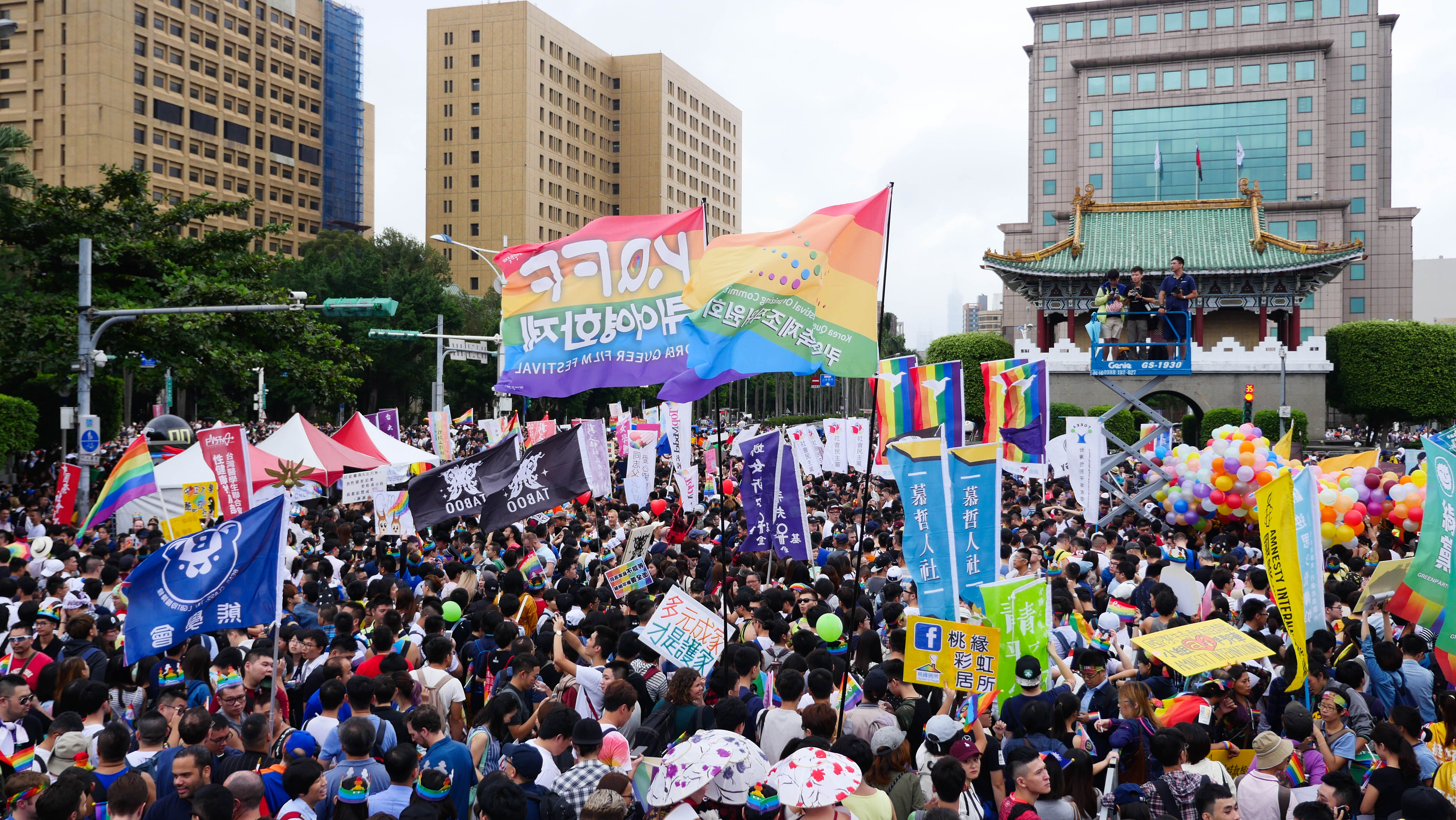
Гей-парад в Тайбэе

24 мая 2017 года Конституционный суд постановил, что конституционное право на равенство и свободу брака гарантирует однополым парам право вступать в брак в соответствии с Конституцией Китайской Республики. Постановление (Интерпретация судебного юаня № 748) давало Законодательному юаню два года на приведение в соответствие законов о браке, после чего регистрация таких браков вступала в силу автоматически. После постановления прогресс в реализации закона об однополых браках был медленным из-за бездействия правительства и сильной оппозиции со стороны некоторых консервативных людей и христианских групп. В ноябре 2018 г. Тайваньский электорат провел референдумы с целью предотвратить признание однополых браков в Гражданском кодексе и ограничить преподавание вопросов ЛГБТ. Правительство ответило, подтвердив, что решение Суда будет выполнено и что референдумы не могут поддержать законы, противоречащие Конституции.
20 февраля 2019 года был обнародован законопроект под названием «Акт о применении интерпретации JY № 748». Законопроект предоставил однополым супружеским парам почти все права, доступные гетеросексуальным супружеским парам в соответствии с Гражданским кодексом, за исключением того, что он разрешает усыновление только ребёнка, генетически связанного с одним из них.
Исполнительный Юань передал его на следующий день, отправляя его в Законодательный Юань для быстрого обзора. Законопроект был принят 17 мая подписан Президентом 22 мая и вступил в силу 24 мая 2019 года (последний день, возможный согласно постановлению Суда).
При этом первоначально браки с гражданами иностранных государств регистрировались только в том случае, если это было допустимо в стране гражданства иностранного партнёра. Согласно ст. 46 Закона о регулировании гражданских вопросов с участием иностранных граждан, заключение брачного союза регулируется законом страны гражданства. Любые браки между партнёрами, один из которых тайванец, должны были быть сначала заключены в стране иностранного партнёра, и затем утверждены тайваньским МВД. В январе 2023 года МВД приняло решение разрешить регистрацию однополых браков с иностранцами вне зависимости от их гражданства, однако исключение осталось в силе для граждан КНР.

## Политический строй

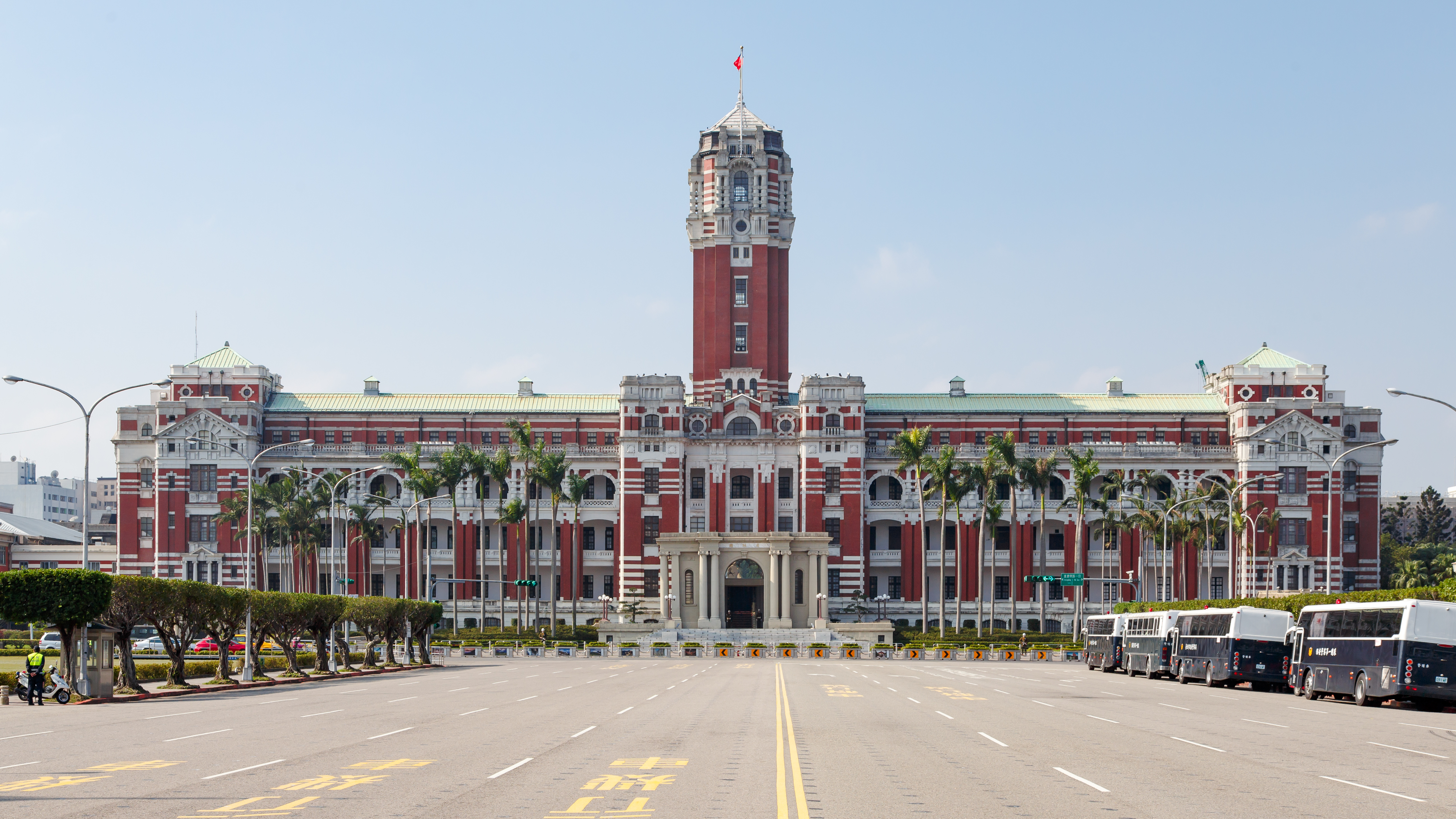
Президентский дворец (Тайбэй)

Правительство включает президента, вице-президента и пять ветвей власти.
- Председатель Исполнительного Юаня: Чэнь Цзяньжэнь (премьер-министр)
- Председатель Законодательного Юаня: Ю Сикунь (парламент)
- Председатель Судебного Юаня: Сюй Цзунли[кит.] (с 2016)
- Председатель Экзаменационного Юаня: Хуан Жунцунь[англ.] (с 2020)
- Председатель Юаня Контроля: Чэнь Цзюй[англ.] (с 2020)

### Государственный строй

#### Законодательная власть
12 января 2008 года на Тайване в 7-й раз прошли выборы в парламент — Законодательный Юань. Сроки полномочий парламента увеличены с 3 до 4 лет, введена система «один избиратель — два бюллетеня», а также сокращено число депутатов с 225 до 113 человек. Из 113 депутатов будущего парламента 73 места получили кандидаты от одномандатных округов, по 3 места — представители аборигенного населения гор и равнин, а остальные 34 места распределены по итогам голосования по партийному списку среди кандидатов, представляющих как жителей Тайваня, так и зарубежных соотечественников.

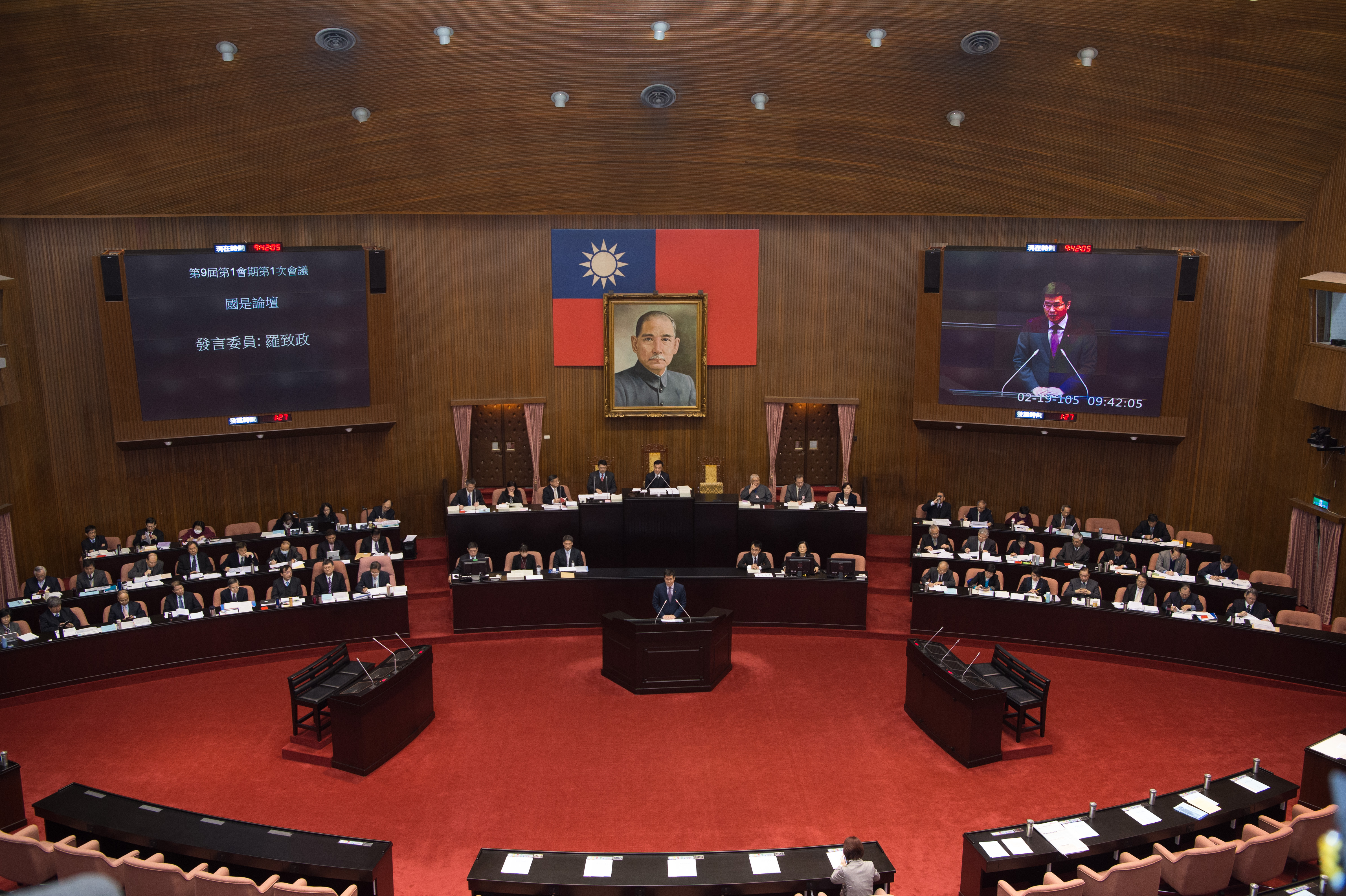
Законодательный Юань

Окончательно упразднено Национальное собрание, а принадлежавшее ему право объявлять импичмент президента и вице-президента передано законодательному собранию.

#### Избирательная система
Введённая смешанная избирательная система «один избиратель — два бюллетеня» напоминает избирательные системы Германии, России и Японии, где в настоящее время во время голосования избиратель получает на руки два бюллетеня, при этом тайваньская избирательная система больше всего напоминает ту, которая действует в Японии.

Система предполагает, что вся территория страны должна быть разбита на 73 одномандатных округа, при этом от каждого округа в парламент проходит один депутат, а что касается голосования по партийному списку, то в данном случае весь Тайвань представляет собой один избирательный округ, по которому баллотируются кандидаты по партийному списку различных партий, представляющие как жителей Тайваня, так и зарубежных соотечественников.

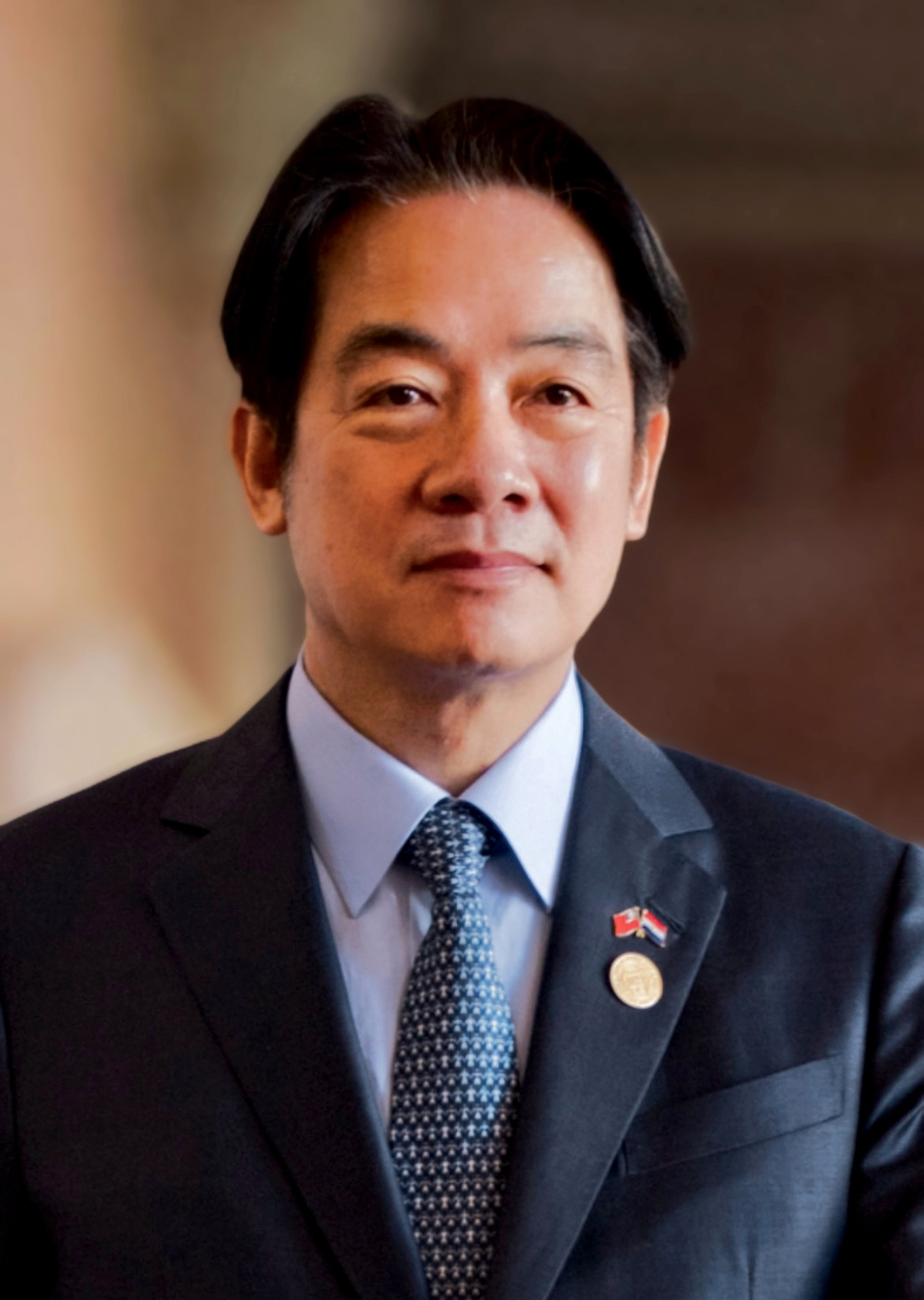
Президент Тайваня Лай Циндэ

Во время голосования каждый избиратель должен проголосовать два раза — за кандидата от своего одномандатного округа или за кандидата от аборигенного населения и за партийный список той партии, которую поддерживает данный избиратель. После проведения голосования по партийным спискам подводятся итоги голосования по всей стране, затем депутатские мандаты будут разделены между теми партиями, которые преодолеют 5%-й барьер, при том, что мандаты между кандидатами от партийного списка, представляющими жителей Тайваня и представляющими зарубежных соотечественников, могут быть распределены прошедшей в парламент партией в произвольном порядке. Не менее половины кандидатов в депутаты по партийному списку должны представлять женщин.

### Политические партии
Политические партии представлены основными партиями («большие партии») и второстепенными («малые партии»).
Основные партии — Гоминьдан и Демократическая прогрессивная партия. Второстепенные — Тайваньская народная партия, «Новая сила», Новая партия (появилась в 1993 году в результате раскола ГМД) и Первая народная партия. Всего действует около 80 партийных групп и объединений.
В рамках политики альянсов на выборах 2004 и 2008 годов основные партии блокировались с малыми. Так, существовала «Большая синяя коалиция» (англ. Pan-Blue Coalition; кит. трад. 泛藍聯盟), к которой присоединились «партии-сателлиты» Гоминьдана — Новая партия и Первая народная партия, а также «Большая зелёная коалиция» (англ. Pan-Green Coalition; кит. трад. 泛綠聯盟), состоявшая из ДПП и Тайваньского Союза солидарности.

### Вооружённые силы и спецслужбы

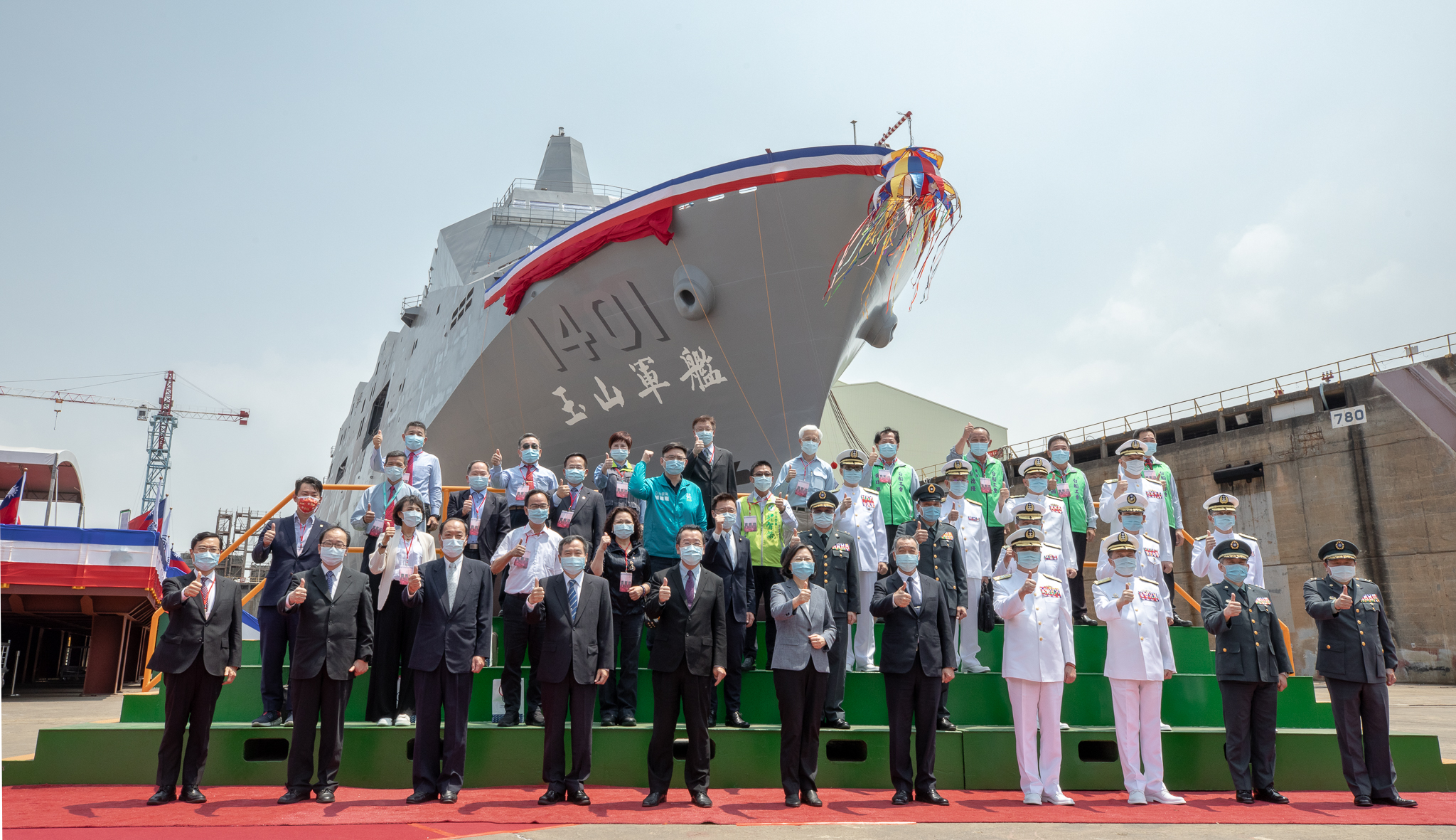
Запуск «Юйшаня», 2021

В армию Китайской Республики вербуются граждане мужского пола с 19-летнего возраста. Совокупный мобилизационный потенциал — около 2 млн человек, по официальным данным Минобороны в 2021 году личный состав регулярных воинских частей насчитывал 215 тыс. чел., из них 169 тыс. проходят службу по контракту. Президент Цай Инвэнь также подтвердила, что на Тайване размещён ограниченный контингент военных инструкторов из США.

Военно-морские силы регулярно пополняются за счёт новых модернизированных судов отечественного производства. Так, в апреле 2021 года на воду был спущен 10.600-тонный десантный корабль «Юйшань», способный перевозить батальон пехоты с вертолётами, десантными катерами и грузовиками; в сентябре 2021 года новый корвет-катамаран «Тоцзян-II» введён в состав ВМС, в марте 2024 досрочно завершено строительство двух последних корветов из шести. 28 сентября 2023 года состоялась церемония присвоения названия и спуска на воду первой подлодки собственной разработки — «Хайкунь» (海鯤), бортовой номер 711.
Спецслужбы Китайской Республики включают в себя Бюро национальной безопасности (National Security Bureau — NSB), Бюро военной разведки, Бюро расследований Министерства юстиции (контрразведка) и ведомства, отвечающие за внутреннюю безопасность (береговая охрана, военная полиция). Ключевую роль в спецслужбах играет разведслужба — Бюро национальной безопасности (NSB), состоящее из 6 департаментов: международной разведки, разведки на территории материкового Китая, разведки внутренней безопасности, анализа национальной стратегической разведки, научно-технической разведки и телекоммуникационной безопасности, шифрования и криптографии. Численность штатных сотрудников NSB оценивается приблизительно в 1,5 тысячи человек.

### Внешняя политика и международные отношения
КНР называется в местной прессе «Материком» или эквивалентными выражениями, — ещё со времён войны, когда было неясно, чья сторона в итоге возьмёт верх и перспектива победы националистов выглядела вполне возможной, — в зависимости от степени эскалации конфликта указанных государств, но никогда не называется «материковым Китаем» (если властями Китайской Республики употребляется выражение «материковый Китай», то не в значении суверенного государства, а в значении претендуемой территории): есть даже ведомства, в названии которых присутствует словосочетание «по материковым делам», которое означает «по делам взаимоотношений с КНР». Власти КНР ведут себя точно так же, присваивая название страны «Китай» себе и только себе, так, словно Китайской Республики не существует вообще, для этого все регионы страны именуются «внутренними», подразумевается, что кроме Гонконга и Макао, есть ещё один островной регион, соответственно, «по островным делам» будет означать «по делам взаимоотношений с Китайской Республикой». Но если в КНР готовы к тому, чтобы их называли «Материком» и даже сами употребляют время от времени это выражение, то на Тайване категорически не употребляют выражения «внутренние» [«земли», «регионы»] применительно к материковой части, поскольку это сразу же ставит вопрос о наличии неких «внешних» частей, коими они себя не считают. Более того, КНР настаивает на том, что остров Тайвань является неотъемлемой её частью, а Тайвань настаивает на обратном, что материковый Китай является неотъемлемой частью Китайской Республики (и никакого другого Китая де-юре для них не существует). Это обстоятельство привело к тому, что с 1945 по 1971 годы место Китая в ООН занимала Китайская Республика (а КНР находилась почти что вне международного права), а после того, как в 1971 году в связи с китайско-советским расколом изменилась международная конъюнктура и американцы решили сделать ставку на создание мощного «буфера» для СССР в Азии, КНР присвоила себе это же право. Даже после прекращения военных действий, снижения накала обоюдной воинственной риторики и некоего позитивного сдвига в отношениях двух государств они продолжают «не замечать» друг друга. Так, даже после того, как Министерство общественной безопасности КНР фактически разрешило отдельным гражданам выезд на Тайвань по семейным обстоятельствам, оно не разрешило им выезд в Китайскую Республику, а санкционировало выезд в «Тайваньский регион», как будто в некую административно-территориальную единицу КНР с особым статусом (по причинам, названным выше).
Пределом уступок со стороны КНР можно считать политику «одна страна, две системы», согласно которой Тайваню обещан автономный статус в случае реинтеграции в состав КНР (как в случае с Гонконгом и Макао, которые являются самостоятельными субъектами мировой экономики, но не политики).
В Китайской Республике по-прежнему настаивают на продолжении политики «двух дорог» (подразумевается, что оба государства идут каждое своей дорогой).
История взаимоотношений США и Тайваня насчитывает более двухсот лет, практически с момента образования Соединённых Штатов Америки как самостоятельного государства. Однако геополитическую окраску эти отношения приобретают во второй половине двадцатого века в связи с событиями, касающимися прихода к власти коммунистической партии в Китае с сохранением оппозиционного правительства на Тайване. Эти события привели к формированию так называемой тайваньской проблемы, которая видоизменяется и эволюционирует на протяжении вот уже более шестидесяти лет[прояснить].
Главное опасение, которое вызывает тайваньский вопрос — это перспектива силового решения проблемы. В течение шестидесяти лет[прояснить] Китай и Тайвань наращивали свой военный потенциал, кроме того, Тайвань заручился военной поддержкой такого сильного государства, как США. Перспектива военного столкновения то назревала, то уходила на второй план в разные периоды времени, это напрямую зависело не только от политических шагов Пекина и Тайбэя, но и Вашингтона.

В политической истории и международных отношениях Китайской Республики большую роль играет так называемая народная дипломатия. В 1990-е годы, и особенно после избрания президентом Чэнь Шуйбяня роль этой дипломатии заметно выросла. Концепция «народной дипломатии» подразумевает взаимный диалог и сотрудничество, вовлечение всего тайваньского народа в процесс международного общения в рамках межнациональных и межсоциальных связей. Это понятие также подразумевает демократизацию международной политики, включая принципы подотчётности и прозрачности, и более полное вовлечение широкой публики в этот процесс.

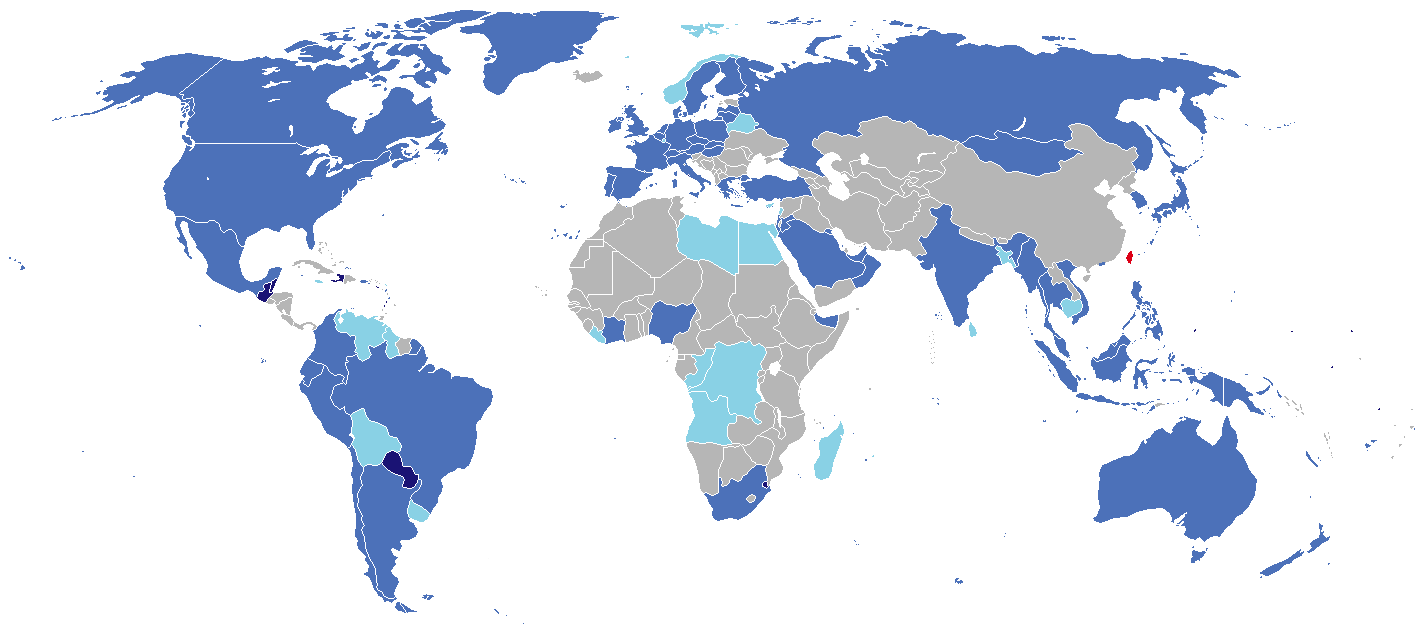
Уровень признания Китайской Республики (Тайвань)
Красным — Китайская Республика. Тёмно-синим — страны, признавшие Китайскую Республику (Тайвань) официально и имеющие её посольство. Синим — страны, имеющие несколько представительств Китайской Республики.
Светло-синим — страны, ранее имевшие неофициальные представительства Китайской Республики. Серым — страны, не признавшие и не имеющие отношений с Тайванем

По состоянию на январь 2024 года государственный суверенитет Китайской Республики признают 12 государств: Белиз, Гватемала, Гаити, Маршалловы Острова, Палау, Парагвай, Сент-Винсент и Гренадины, Сент-Китс и Невис, Сент-Люсия, Тувалу, Эсватини и Святой Престол. Китайская Республика Тайвань осуществляет по сути дипломатические отношения через свои «экономические и культурные представительства» (фактически, посольства).

Флаг олимпийской сборной Китайского Тайбэя. Также используется и на спортивных чемпионатах мира

11 августа 2004 года Тайвань в двенадцатый раз подала заявку на вступление в ООН — по мнению властей Тайваня, это поможет разрешить её конфликт с КНР. Китайская Республика Тайвань пытается повторно вступить в ООН с 1993 года, но каждый раз получает отказ — прежде всего из-за противодействия Китайской Народной Республики, которая считает Тайвань и прилегающие острова частью своей территории (это положение закреплено в Конституции КНР) и выступает против вступления Китайской Республики в ООН, полагая, что членство в этой международной организации фактически будет равносильно признанию Китайской Республики в качестве независимого государства.
Ситуация вновь обострилась после того, как 14 марта 2005 года Всекитайское собрание народных представителей КНР приняло закон о сохранении территориальной целостности Китая.
В 2005 году лидеры двух главных оппозиционных партий Китайской Республики (в том числе лидер Гоминьдана Лянь Чжань) посетили с визитом КНР, где встречались с председателем КНР Ху Цзиньтао. Официальный Пекин расценивает этот факт как большой успех и прогресс в деле решения тайваньского вопроса.
В 2007 году Китайская Республика подала заявку на вступление в ООН уже под названием «Тайвань», а не «Китайская Республика Тайвань», как раньше. В 2008 году, при очередной подаче заявки на вступление в ООН, такие страны как Гаити, Панама, Доминиканская Республика, Парагвай и Гватемала отказались продвигать заявку Тайваня. В 2009 году Тайвань принял решение не поднимать на Генеральной Ассамблее ООН вопрос о своём вступлении в ООН.
26 февраля 2002 года Китайская Республика признала независимость Монголии.
С 21 по 24 апреля 2009 года в Париже под руководством ООН по вопросам образования, науки и культуры (ЮНЕСКО) прошла церемония открытия Всемирной цифровой библиотеки. Руководитель Государственной библиотеки Тайваня не был допущен на церемонию. Кроме того, древние рукописи и полотна, предоставленные Тайванем для размещения в архивах библиотеки, не были доступны на сайте библиотеки все четыре дня, которые длилась церемония открытия.
В сентябре 2021 года Тайвань начал кампанию по возвращению в ООН.
25 марта 2023 года Китай и Гондурас установили дипломатические отношения и одновременно с этим Гондурас разорвал отношения с Тайванем.

## Экономика

ВВП на душу населения в Китайской Республике с 1820 г. по 2016 г.

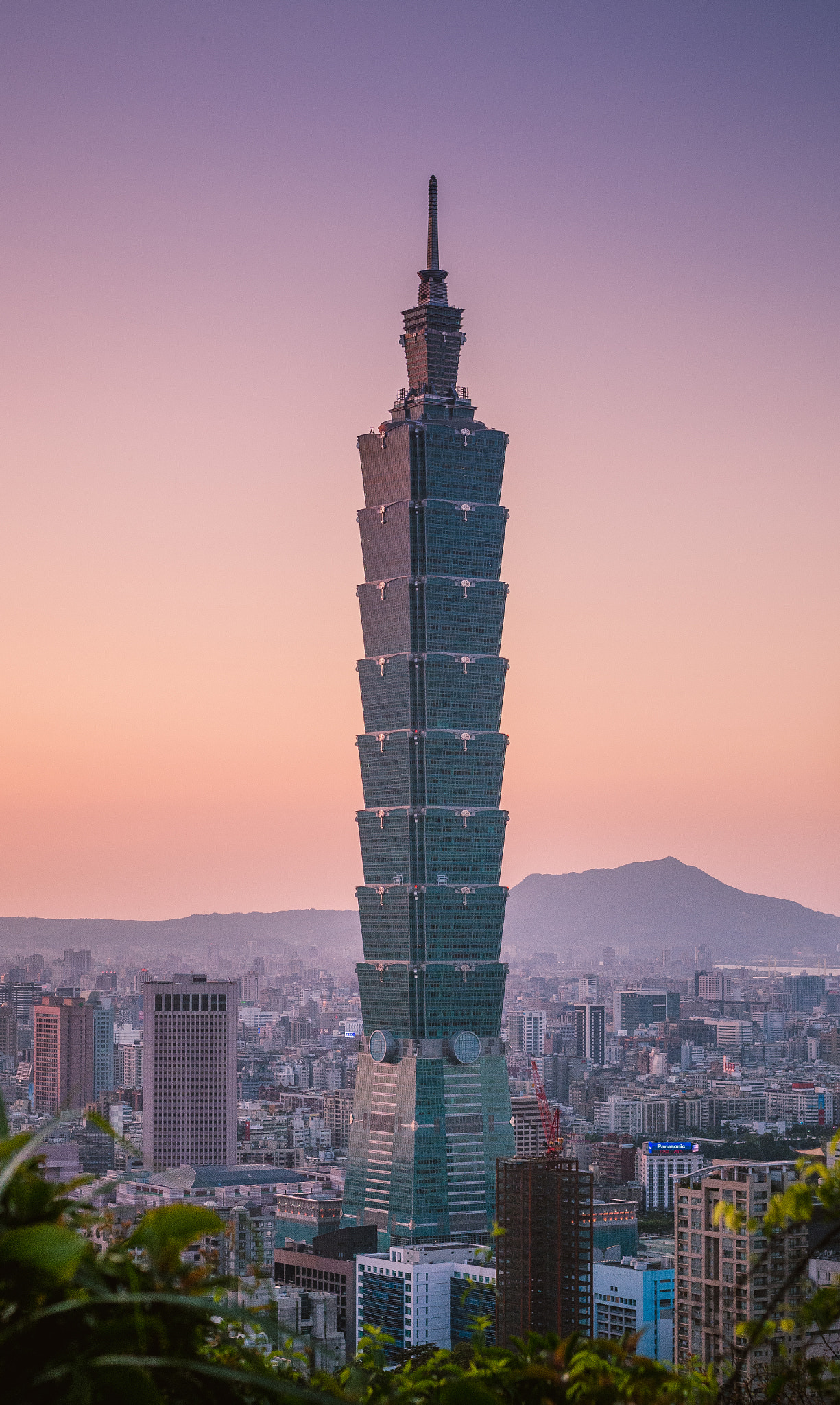
Тайбэй 101 — символ успехов тайваньской экономики

Тайвань имеет развитую капиталистическую экономику, которая занимает 21-е место в мире по ВВП (ППС), 21-е место по ВВП (номинал), 14-е по ВВП (ППС) на душу населения и 33-е место по ВВП (номинал) на душу населения. Большинство крупных государственных банков и промышленных предприятий было приватизировано.
При технократически ориентированном экономическом планировании по законам военного времени до 1987 года реальный рост ВВП был в среднем около 8 % в течение последних трёх десятилетий. Темпы экспорта увеличились после Второй мировой войны, что обеспечило главный стимул для индустриализации. Инфляция и безработица низкая, сальдо торгового баланса является значительным, валютные резервы находятся на 4-м месте в мире. На сельское хозяйство приходится 3 % ВВП, по сравнению с 35 % в 1952 году, сектор услуг составляет 73 % экономики. Традиционные трудоёмкие отрасли неуклонно вытесняются более капиталоёмкими и наукоёмкими отраслями промышленности.
Экономика Тайваня является важным компонентом в глобальной цепочке ценности электронной промышленности. Радиодетали и персональные компьютеры — два основных продукта индустрии информационных технологий Тайваня. Институт информационной индустрии Тайваня признан на международном уровне и отвечает за развитие отраслей информационных технологий и информационно-коммуникационных систем. Исследовательский институт промышленных технологий со своими глобальными партнёрами является передовым научно-исследовательским центром прикладных технологий в экономике Тайваня. Генеральный директорат по бюджету, учёту и статистике и Министерство экономики обнародывают основные экономические показатели экономики Тайваня. Институт экономических исследований Чун-Хуа обеспечивает экономический прогноз деятельности важнейших отраслей экономики Тайваня и авторитетные исследования на двусторонних экономических отношений с АСЕАН через Тайваньский Центр исследований АСЕАН (TASC). Тайваньская фондовая биржа выполняет регулятивную функцию относительно местных промышленных компаний со взвешенным финансовым воздействием на индексы FTSE и MSCI.
Тайваньские инвесторы и предприятия стали главными поставщиками инвестиций в Китае, Вьетнаме, Таиланде, Индонезии, на Филиппинах и в Малайзии. Из-за консервативной и стабильной финансовой политики Центрального банка Китайской Республики и предпринимательских мощностей Тайвань мало пострадал от азиатского финансового кризиса 1997—1999 годов по сравнению со многими странами региона. Два других крупных банка в стране: Банк Тайваня и Мега-Международный коммерческий банк. В отличие от соседних Японии и Южной Кореи, малый и средний бизнес составляют значительную долю общего объёма бизнеса на Тайване. Тайвань стал одной из новых индустриальных стран в результате десяти крупных строительных проектов 1970-х годов. Начиная с 1990 года экономика Тайваня приняла экономическую либерализацию с последовательными нормативно-правовыми реформами. Экономика Тайваня характеризуется высокой концентрацией магазинов шаговой доступности (комбини).
Тайвань является членом Азиатского банка развития (АБР), Всемирной торговой организации (ВТО), а также Азиатско-Тихоокеанского экономического сотрудничества (АТЭС). Тайвань также имеет статус наблюдателя в Организации экономического сотрудничества и развития (ОЭСР) под названием Китайский Тайбэй. Тайвань является членом Международной торговой палаты как Китайский Тайбэй. Экономика Тайваня не стремится присоединиться к Транстихоокеанскому партнёрству ранее, чем в 2020 году по причине ряда экономических требований. Пятёрку главных торговых партнёров Тайваня в 2010 году составили Китай, Япония, США, Европейский союз и Гонконг.
Минимальный размер оплаты труда (брутто) с 1 января 2019 года составляет 23 100 NT$ (736,12 $) в месяц и 150 NT$ (4,78 $) в час, а нетто — 21 945 NT$ (699,31 $) в месяц и 142,5 NT$ (4,54 $) в час. Минимальный и средний размер оплаты труда в Китайской республике значительно выше, чем в КНР. Средний размер оплаты труда к апрелю 2018 года составил 40792 NT$ (1348 $) в месяц.
По данным крупнейшей в мире сети для экспатов InterNations, в 2016 году, а также в 2021 году Тайвань был признан лучшим местом для проживания экспатов. В частности, Тайвань в четвёртый раз подряд занял 1-е место по индексу качества жизни, и в субкатегории «путешествия и транспорт» занял 8-е место.
Минимальный размер оплаты труда (брутто) с 1 января 2024 года составляет 27 470 NT$ (889 $) в месяц и 183 NT$ (5,92 $) в час, а нетто — 25 039 NT$ (810,32 $) в месяц и 167 NT$ (5,40 $) в час.

## Культура

### Наука и образование

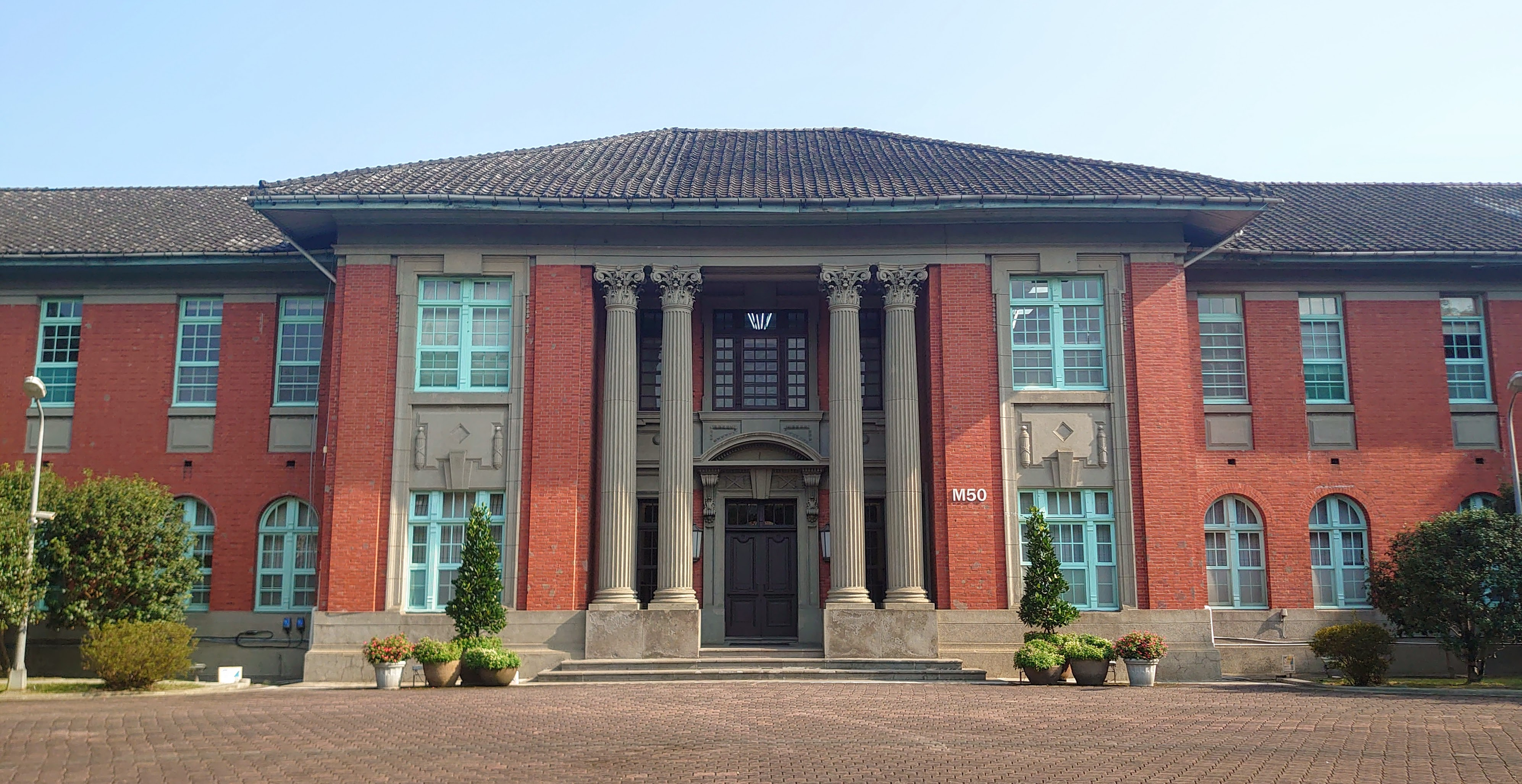
Национальный университет Тайваня

У системы образования Тайваня было три особенности, которые сыграли важную роль в его экономических успехах. Во-первых, инфраструктура базового образования к 1950 году уже была налажена, начальное образование имела большая часть населения. Во-вторых, в 1949—1950 годах имело место бегство высококвалифицированных рабочих — сторонников Гоминьдана из материкового Китая, которые заменили японских работников и способствовали развитию местной экономики. Самым важным было то, что систему образования планировалось развивать таким образом, чтобы точно соответствовать изменяющимся требованиям растущей экономики. Срок обязательного базового образования был увеличен с шести до девяти лет, программа среднего образования была в большей степени смещена в сторону технических специальностей, госзаказ выпускников университета был строго ограничен, и университетская программа была изменена, чтобы уделить больше внимания техническим дисциплинам. Высшее образование развивается непропорционально, причём за счёт частного капитала, благодаря чему данная сфера не является столь дорогостоящей для правительства.
Система образования на Тайване находится под контролем Министерства образования Китайской Республики. Система образования Тайваня выпускает учащихся с одним из самых высоких уровней подготовки, особенно в математике и естественных науках. Система была подвергнута критике из-за оказания чрезмерного давления на студентов и пренебрежения творчеством в пользу механического запоминания. Последние образовательные реформы, направленные на устранение этой проблемы, являются темой многочисленных дебатов на Тайване. Хотя нынешний закон предусматривает только девять лет обязательного обучения в школе, 95 % выпускников 9 классов идут в 10 класс средней школы, ремесленное училище или колледж. Президент Ма Инцзю в январе 2011 года объявил, что правительство начнёт поэтапное внедрение двенадцатилетней программы обязательного образования к 2014 году.
Учебные заведения
- Государственный университет Чжэнчжи
- Дунхайский университет
- Католический университет Фужэнь
- Национальный центральный университет
- Национальный тайваньский педагогический университет
- Национальный университет Дунхуа
- Национальный университет Сунь Ятсена
- Национальный университет Тайваня
- Национальный университет Ян-Мин
- Тайбэйский национальный технологический университет
- Тайчжунский национальный университет науки и технологии
- Технологический университет Цзяньго

Музеи
- Музей императорского дворца
- Музей керамики в районе Ингэ Нового Тайбэя[33]
- Государственный тайваньский музей[33]
- Государственный музей тайваньской истории
- Государственный исторический музей
- Государственный музей естественных наук
- Государственный музей тайваньской литературы
- Национальный музей первобытных культур Тайваня
- Музей современного искусства Тайбэя
- Астрономический музей Тайбэя
- Музей Цимэй

### Литература, театр и кино

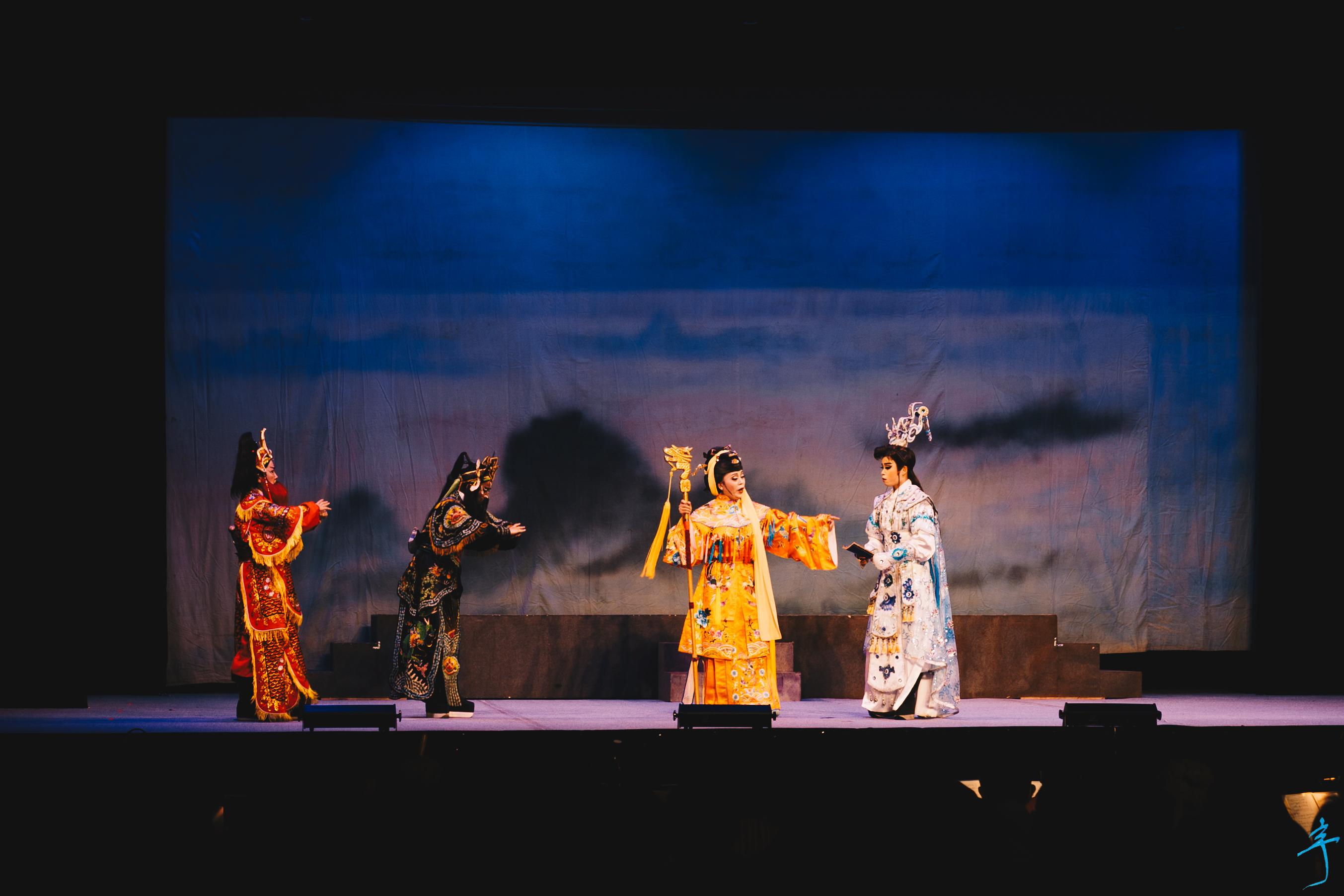
Тайваньская опера

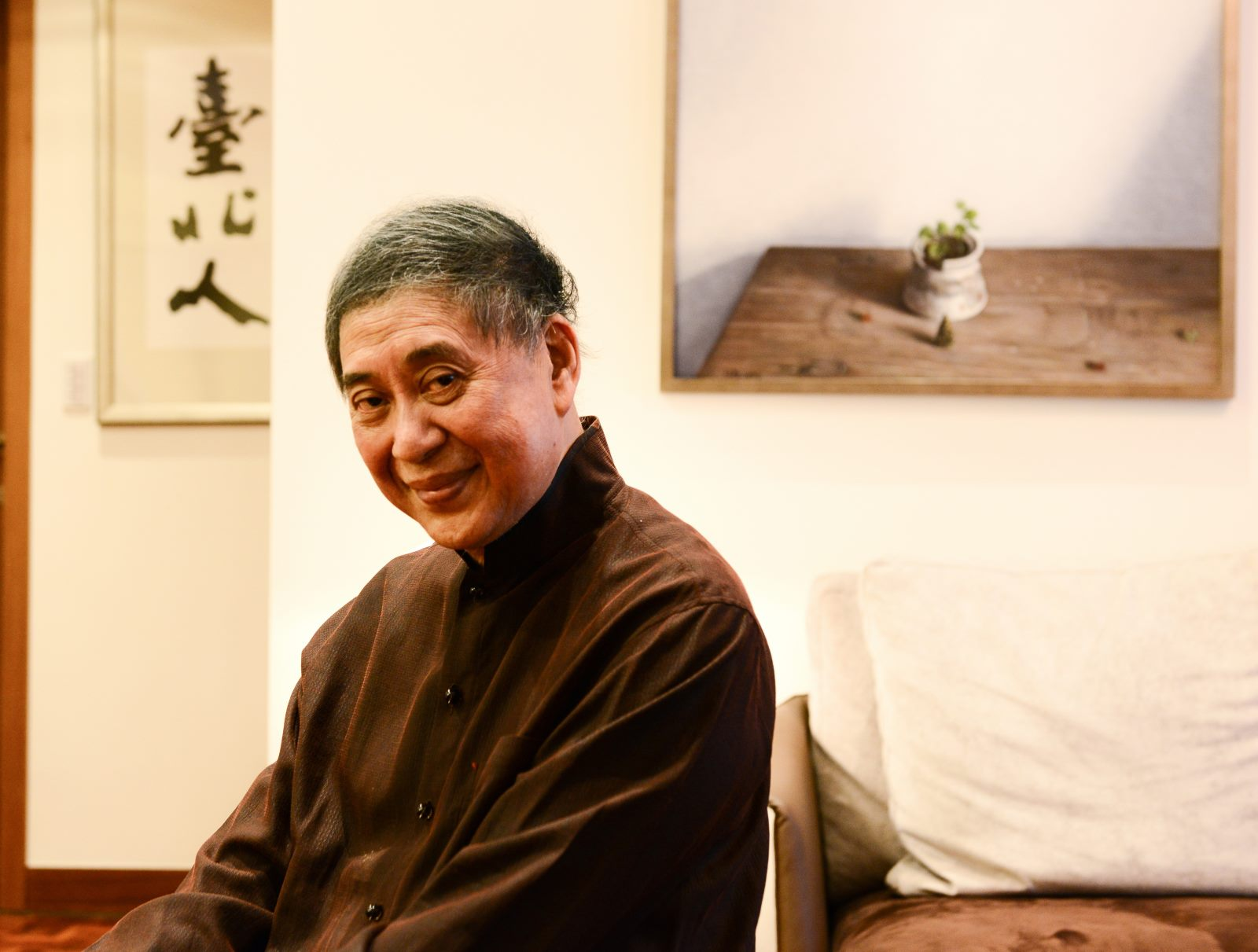
Писатель Бай Сяньюн — признанный классик тайваньской литературы

## Здравоохранение

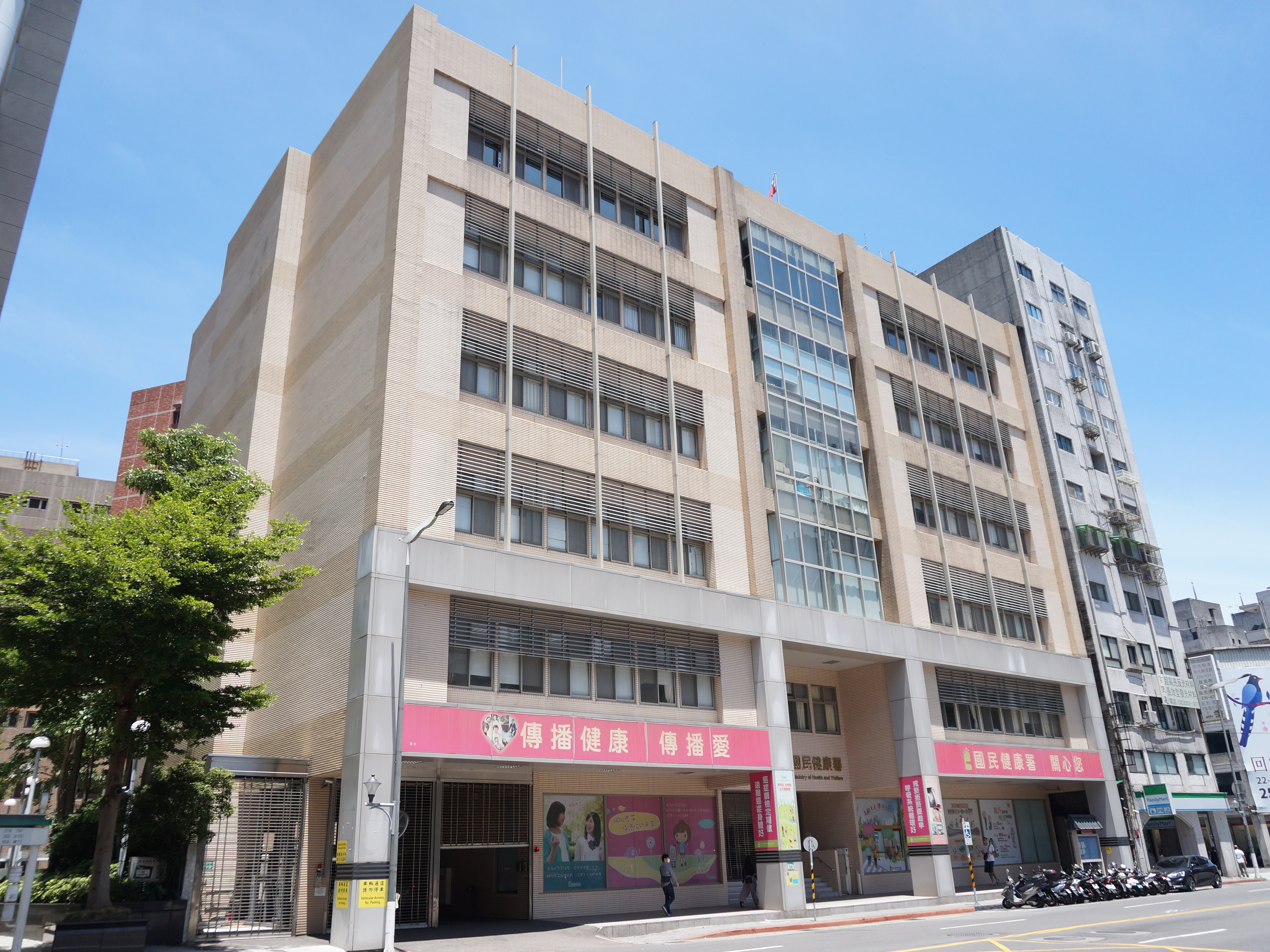
Департамент Здравоохранения

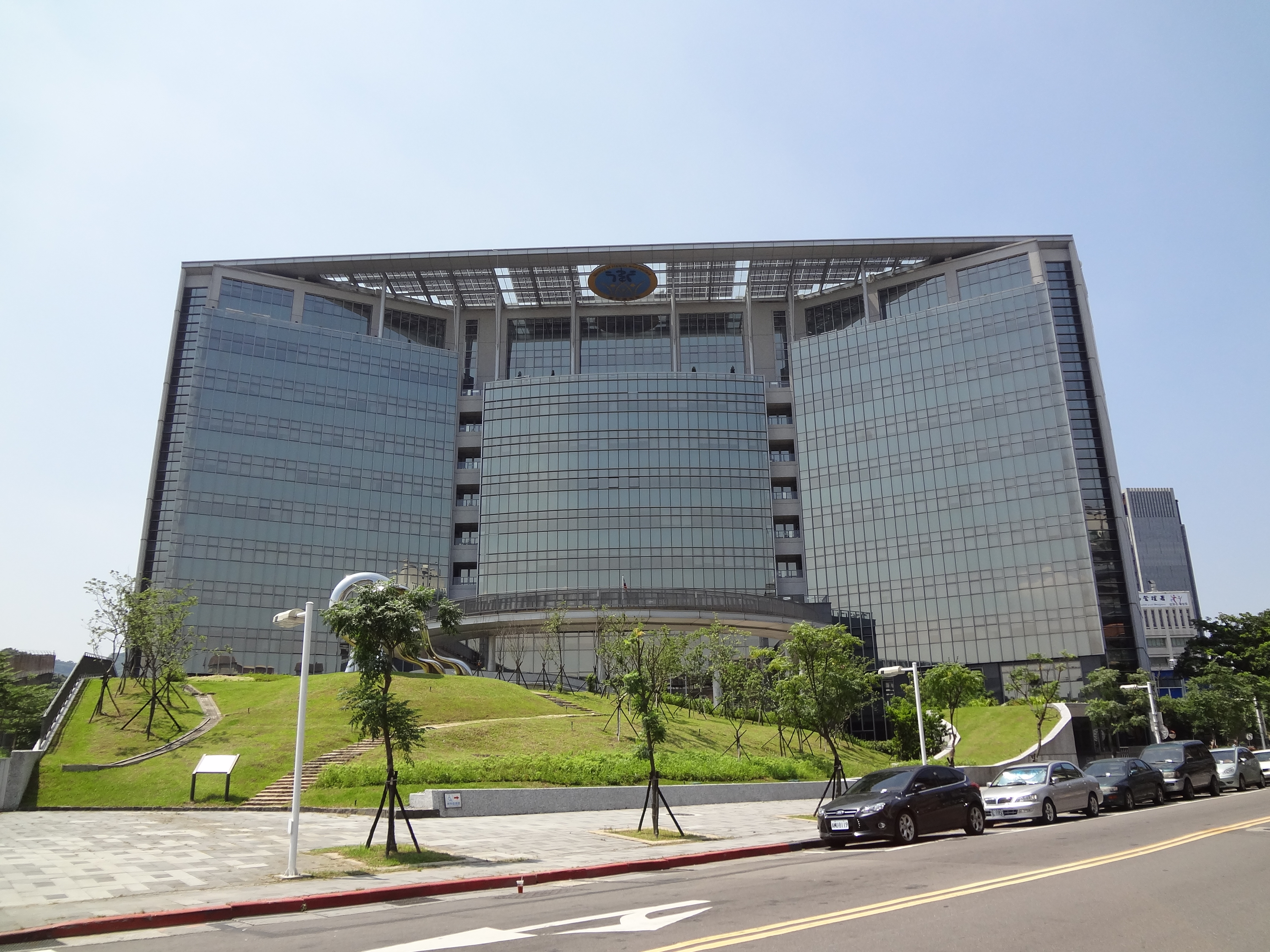
Министерство здравоохранения и социального обеспечения (2016) в тайбэйском районе Наньган

#### Вакцинация от COVID-19

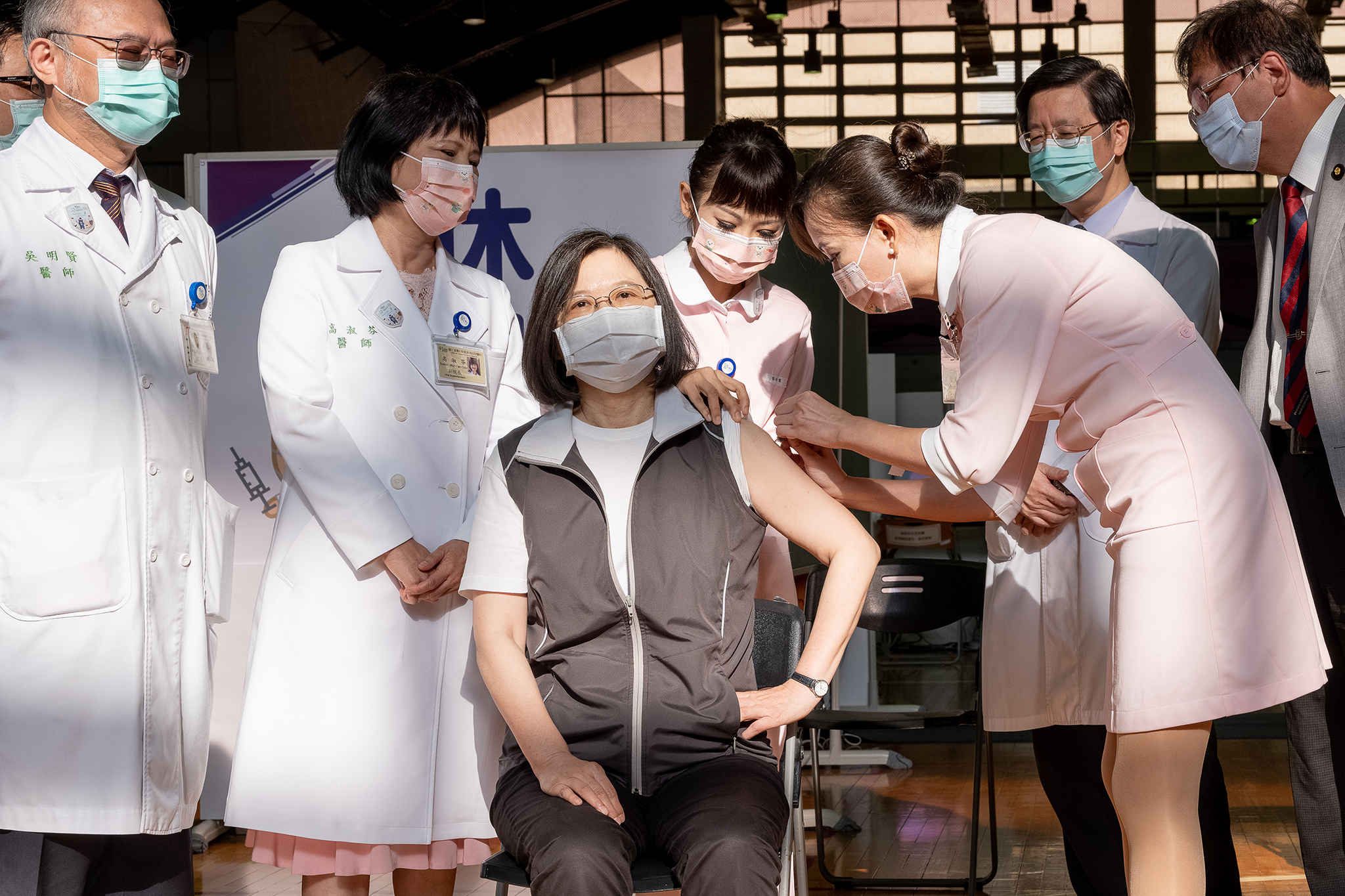
Цай Инвэнь получает вакцину Medigen

## Средства массовой информации

Тайвань занимает высокие позиции в Индексе свободы прессы. (24-е место в 2025 году)
Удовлетворительная ситуация

## Календарь

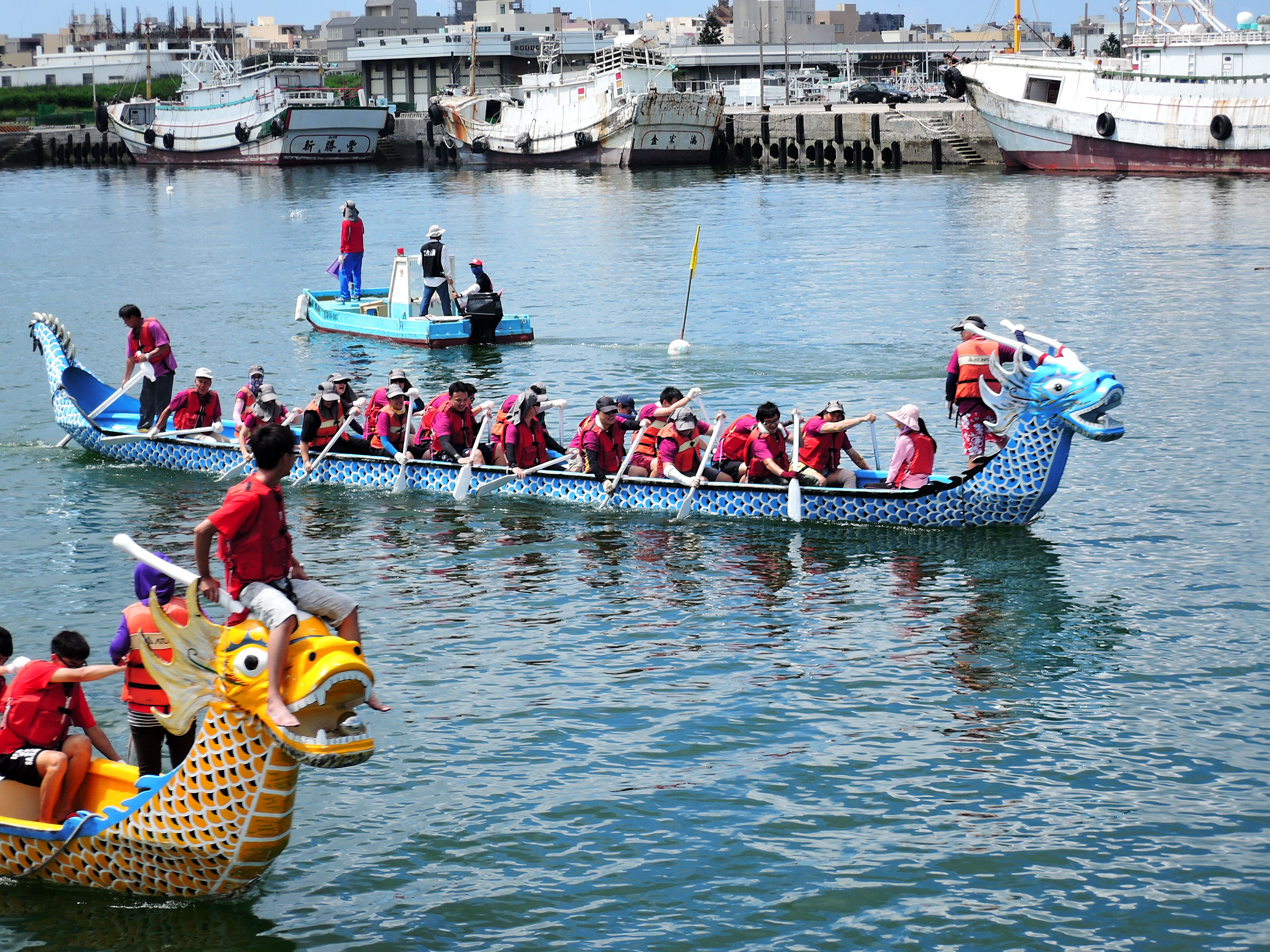
Праздник драконьих лодок